# Wildensteiner Altar

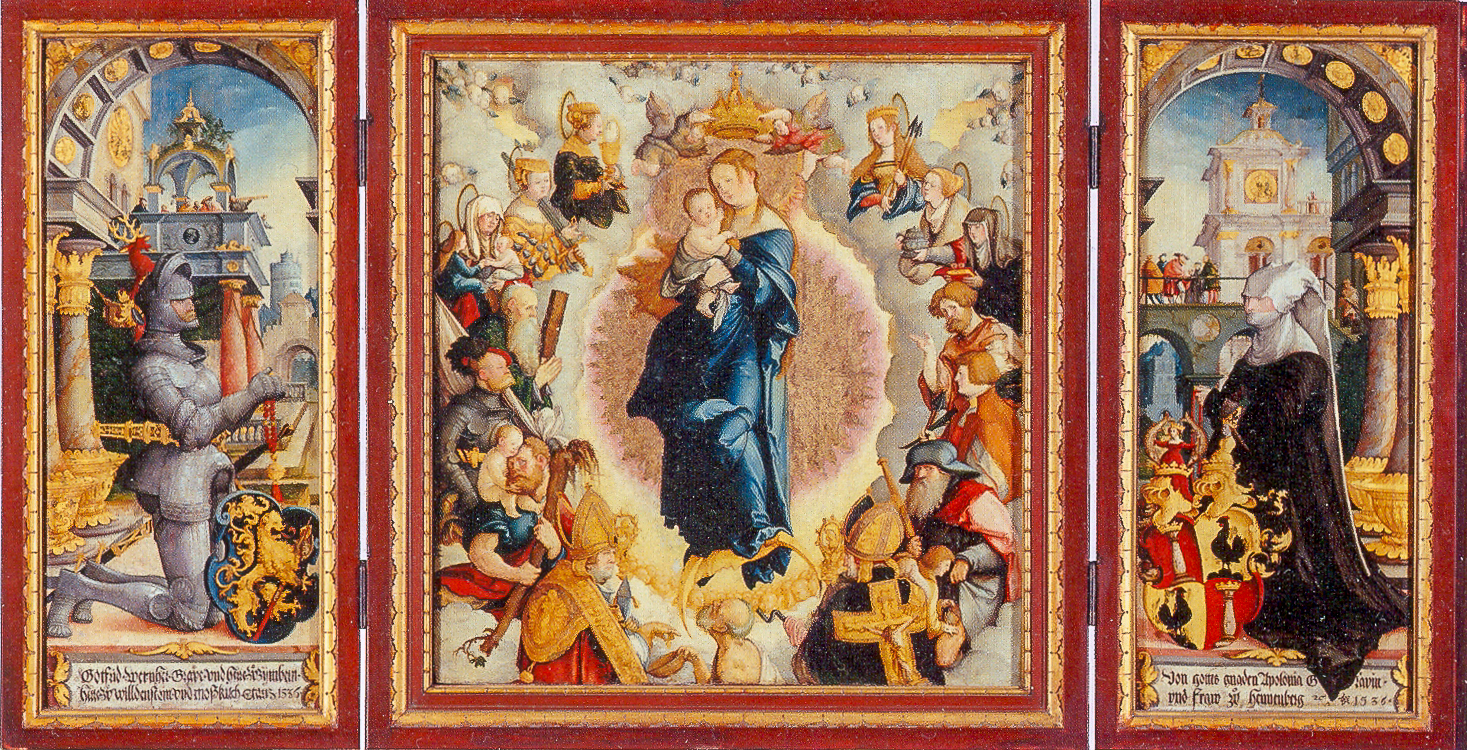
Meister von Meßkirch, Wildensteiner Altar, geöffnet, 1536, Staatsgalerie Stuttgart

Der Wildensteiner Altar des Meisters von Meßkirch ist ein kleiner Hausaltar, der 1536 für Gottfried Werner von Zimmern und seine Ehefrau Apollonia von Henneberg geschaffen wurde. Benannt ist er nach der Burg Wildenstein, in der er aber wahrscheinlich nie dauerhaft aufgestellt war. Eine Kopie des Altars wurde 1873 im Rahmen der Renovierung der Burg angefertigt und befindet sich seither in der dortigen Burgkapelle. Der Aufstellungsort der Kopie wurde in den Namen des Originals übertragen, das in der Staatsgalerie Stuttgart ausgestellt ist.
Seit 1955 wird er im Verzeichnis national wertvollen Kulturgutes geführt.
Das Werk entstand im zeitlichen Zusammenhang des Großauftrags des Stifters der Vergrößerung und Neugestaltung der Stiftskirche Sankt Martin in seiner Residenzstadt Meßkirch. Nach Beendigung des Bauernkrieges und in einer Zeit, als sich im benachbarten Herzogtum Württemberg und in den Reichsstädten die Reformation etablierte, kann dies als altgläubiges Bekenntnis interpretiert werden.
Im Gegensatz zu Werkstattarbeiten weist der Wildensteiner Altar individuelle und qualitative künstlerische Gestaltungsmerkmale auf und gilt deshalb als das Hauptwerk des nur unter seinem Notnamen bekannten Meisters von Meßkirch. Er steht am Übergang altdeutscher Tafelmalerei zur Renaissance unter meisterlicher Verwendung alter Techniken wie des Vergoldens.

## Einzelteile

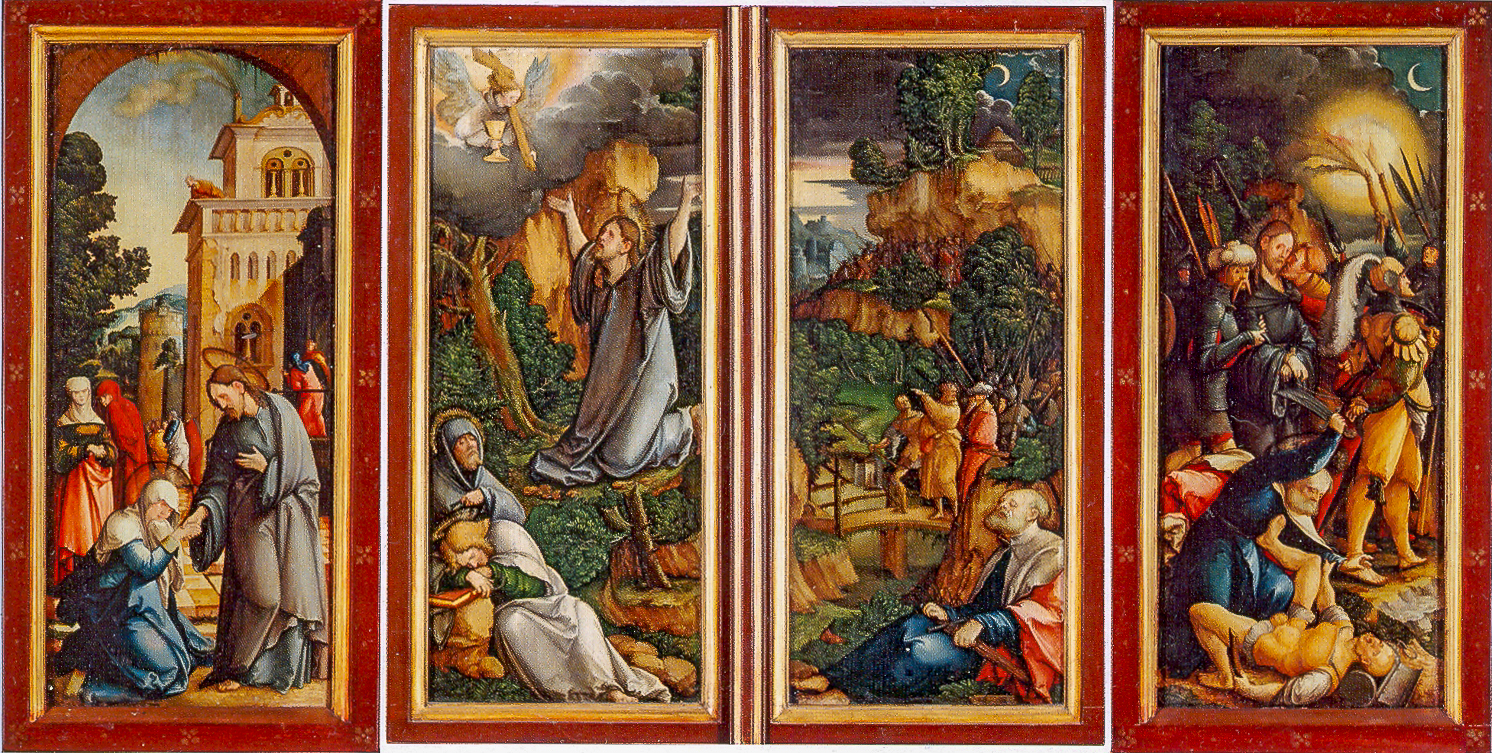
Der geschlossene Altar: Der Beginn der Passionsgeschichte

Das Retabel, so wie es heute in der Stuttgarter Staatsgalerie in erneuertem Rahmen präsentiert wird, besteht aus einer Mitteltafel (Inventarnummer 3819), zwei Standflügeln (Inventarnummern 3822 und 3823) und zwei beidseitig bemalten Drehflügeln (Inventarnummern 3820 und 3821).
Im geöffneten Zustand sieht man die Mitteltafel Durch Engel bekrönte Muttergottes mit Kind im Kreise der 14 Schutzheiligen des Hauses Zimmern, mit den Maßen 64 × 60 cm auf Tannenholz.
Flankiert wird diese auf den beiden Drehflügeln links von Kniender Stifter Graf Gottfried Werner von Zimmern, mit den Maßen 68,6 × 28,2 cm, allseitig beschnitten, rechts und links mit Anstückung einer ca. 1 cm breiten Leiste auf Tannenholz. Auf einer Kartusche unterhalb des Stifterbildnisses befindet sich die Inschrift Gotfrid·Wernher•Grave·vnd herre zvo zÿmbern•Herre·zvo willdenstein•vnd·moßkirch•Etatis 1536. Rechts von Kniende Stifterin Gräfin Apollonia von Henneberg, mit den Maßen 68,65 × 28,3 cm, allseitig beschnitten, rechts und links Anstückung einer ca. 1 cm breiten Leiste auf Tannenholz. Auf einer Kartusche unterhalb des Stifterinnenbildnisses befindet sich die Inschrift Von gottes gnaden Apolonia Graevin•vnd fraw zvo hennenberg•1536•
Im geschlossenen Zustand ist der Beginn der Passionsgeschichte sichtbar. Auf dem linken Standflügel Christi Abschied von seiner Mutter, mit den Maßen 71,8 × 30,7 cm auf Nadelholz. Auf den beiden Drehflügeln, den Rückseiten der Stiftertafeln, flügelübergreifend Christus am Ölberg und auf dem rechten Standflügel Gefangennahme Christi, mit den Maßen 72,2 × 31 cm auf Nadelholz.

## Herkunft

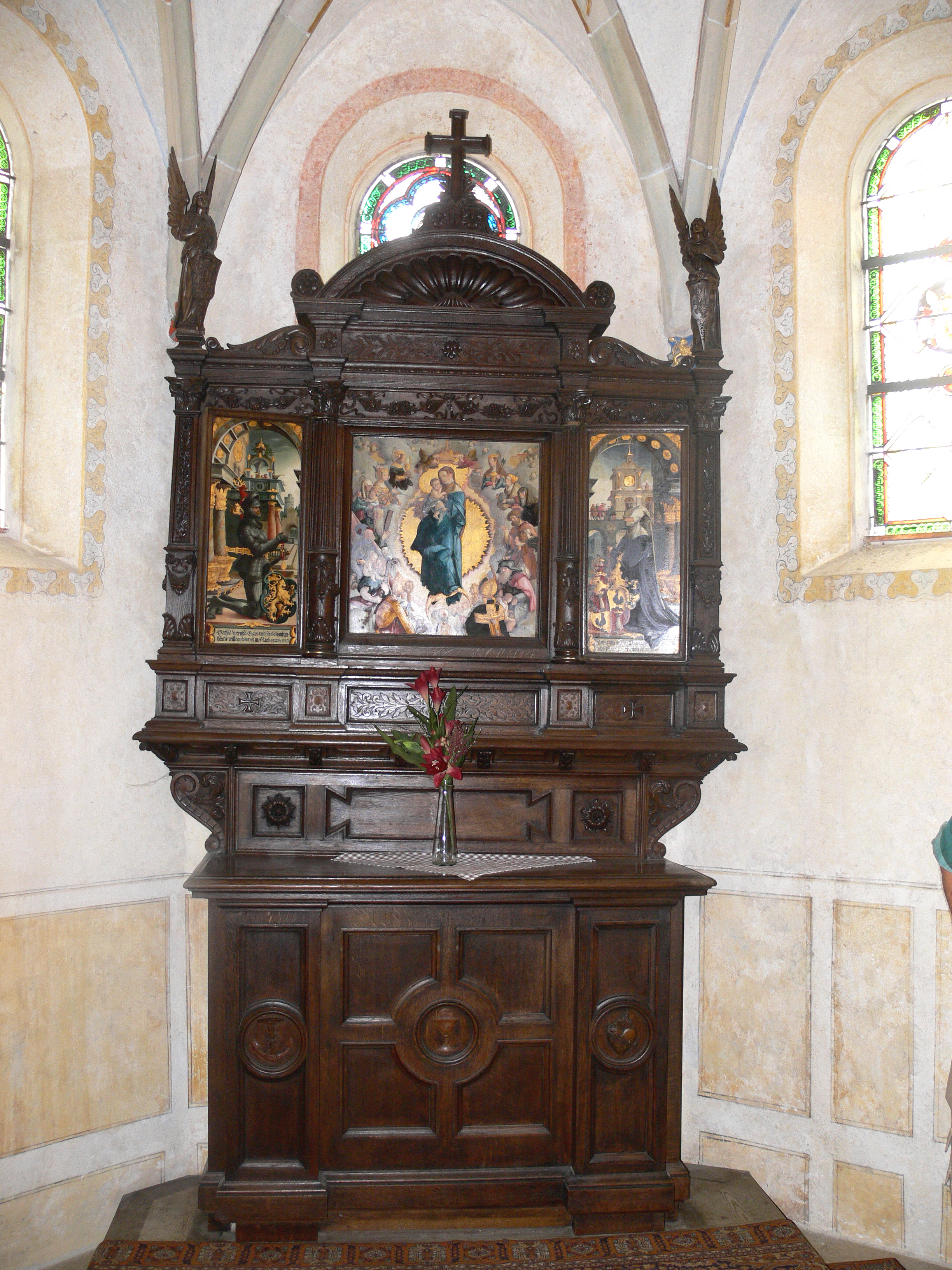
Kopie des Wildensteiner Altars in der Kapelle von Burg Wildenstein

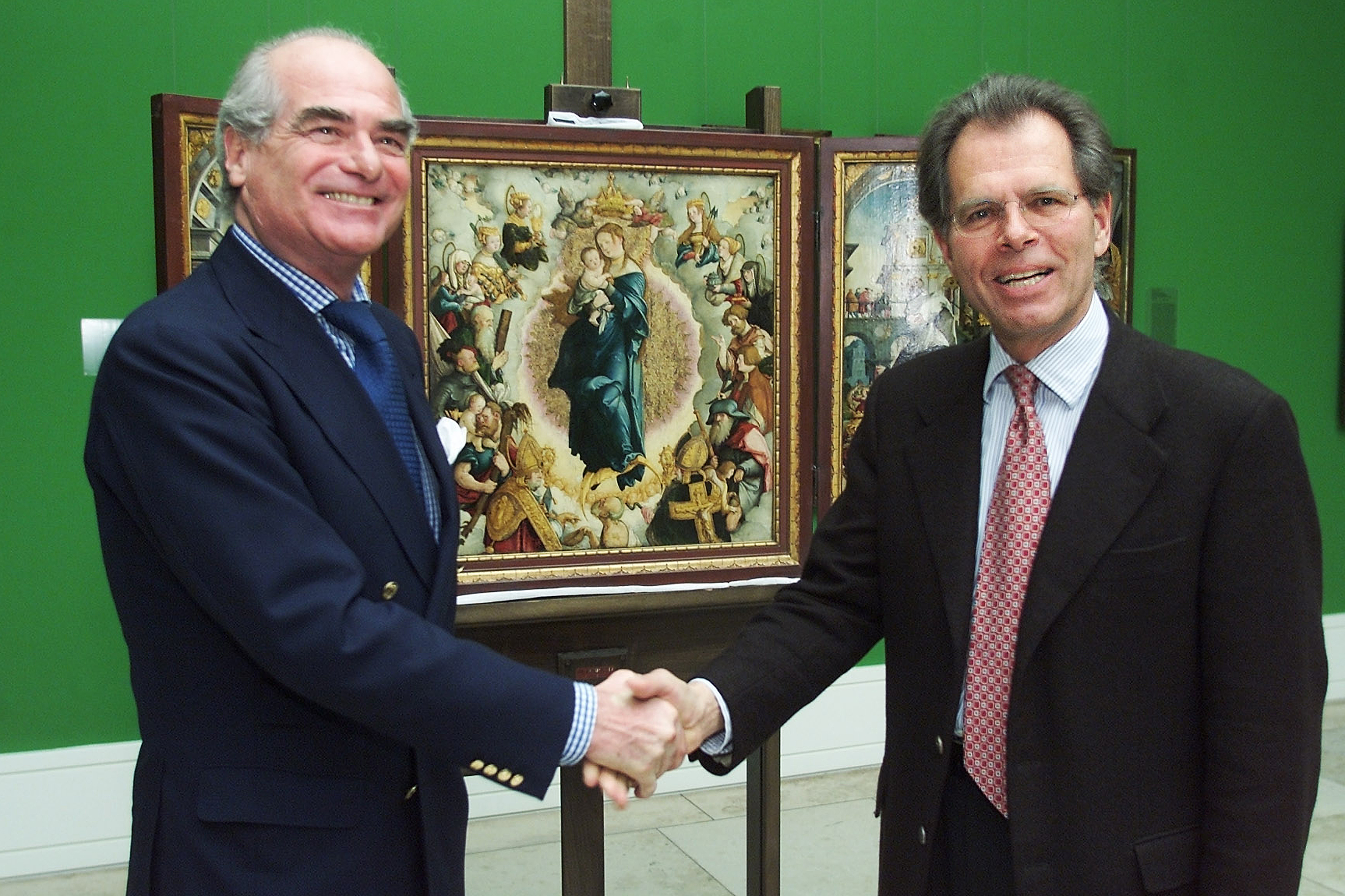
Der frühere Direktor der Staatsgalerie Stuttgart Christian von Holst und Heinrich Fürst zu Fürstenberg, 2002, bei der Übergabe des Altars als Leihgabe

Die bescheidenen Maße (Höhe der einzelnen Tafeln wenig mehr als 60 cm) einerseits und die ungewöhnlich kostbare Ausführung unter reichlicher Verwendung von Gold andererseits lassen darauf schließen, dass der Wildensteiner Altar ein Hausaltar für eine Marienkapelle eines der Schlösser oder Burgen Gottfried Werners von Zimmern war. Das Stifterpaar ließ ihn 1536 im unmittelbaren räumlichen und zeitlichen Zusammenhang mit der Altarausstattung der neuerrichteten spätgotischen Meßkircher Kirche Sankt Martin in Auftrag geben. Ob der Altar jemals dauerhaft auf Burg Wildenstein eingesetzt wurde oder direkt für das Schloss Meßkirch in Auftrag gegeben worden war, ist unsicher, Letzteres wahrscheinlicher. Denkbar ist auch, dass er mit dem Stifter, bei längeren Aufenthalten auf der Burg, zwischen Wildenstein und Meßkirch pendelte.
Ein Altar ist auf Burg Wildenstein belegt, es ist aber nicht eindeutig zuzuordnen, um welchen Altar es sich dabei handelt.
Das Original wurde erstmals in einem Inventar des Schlosses Meßkirch am 9. September 1623 erwähnt. Das Zimmerische Adelshaus war 1594 ausgestorben, die Herrschaft Meßkirch kam durch Verkauf durch die Erben an das Haus Helfenstein-Gundelfingen, von dort wiederum, nach dessen Aussterben 1627, an das Haus Fürstenberg. 1623, 1625 und 1642 befand sich der Altar laut Inventarlisten in der Hofkapelle, danach muss er seinen Standort innerhalb des Schlosses gewechselt haben.
Eine Inventarliste von Burg Wildenstein vom September 1642 im Zusammenhang mit einer Episode im Dreißigjährigen Krieg enthält „Der hübsch Wildensteinisch Altar“. Die Burg Wildenstein wurde in Kriegszeiten bereits von den Zimmern als Flucht- und Verwahrort genutzt, was auch für die Fürstenberger galt. In dieser Zeit war die Burg in kriegerische Auseinandersetzungen verwickelt. Ein kleiner Trupp hohentwielischer Truppen hatte sich der Burg bemächtigt, war aber von bayerischen Truppen wieder vertrieben worden. Die Burg blieb unter bayerischer Besatzung, wertvolles Inventar wurde jedoch an die verbündeten Fürstenberger herausgegeben. „Der costlich Wildensteinisch Altar“ wurde am 3. November 1643 wieder nach Meßkirch geschafft, aber sofort weiter nach Feuerthalen bei Schaffhausen verlagert. Auf Burg Wildenstein erscheint seit 1663 der „Falkensteinisch Altar“, der, nachdem die Burg Falkenstein unbewohnbar geworden war, dorthin verlegt wurde.
In einem Verzeichnis von 1751 ist der Altar „in Ihro Durchlaucht des Fürsten Frobenii untern Cabinett [darunter, durchgestrichen: im 3. untern Gangzimmer]“ verortet. Ein Verzeichnis „deren in allhiesigem Schloß befindlichen bessern Malereien“ vom 18. April 1765 führt ihn an erster Stelle auf.
Im Jahr 1819 wurde der Altar zusammen mit anderen Kunstgegenständen nach Donaueschingen gebracht. Unter Aufsicht der Brüder Sulpiz und Melchior Boisserée wurde er von Carl oder Theodor Mattenheimer in München restauriert und kam 1837 zusammen mit dem übrigen Sammlungsbestand zunächst in die Festräume des Schlosses, später in den Karlshof und ab 1869 in den Karlsbau, die zum Museum umgebaute ehemalige Zehntscheune.
Im 19. Jahrhundert wurde die Burg Wildenstein umfangreich saniert, auch die Burgkapelle erhielt eine historistische Ausstattung. Die Brüder August und Heinrich Spieß fertigten 1873 eine Kopie des Altars, die dort aufgestellt wurde. Der Name der Kopie hat sich auf das originale Werk übertragen. Erst seit dieser Zeit ist der Name eindeutig dem Kunstwerk zuzuordnen.
Seit 1955 steht er im Verzeichnis national wertvollen Kulturgutes.
Im Jahr 2002 wurde der Altar als Leihgabe der Staatsgalerie Stuttgart übergeben und 2012 von ihr mit Unterstützung der Kulturstiftung der Länder und der Ernst von Siemens Kunststiftung endgültig erworben. Nach dem „Ausverkauf kultureller Bedeutung durch das Adelshaus Fürstenberg“ wurde er als „Die Trophäe unter den Neuerwerbungen“ bezeichnet.

## Heutiger Zustand
Der originale Rahmen ist nicht mehr erhalten. Abgesehen davon ist der Wildensteiner Altar vollständig und in seiner Funktionsweise als Wandelaltar darstellbar. Ungewiss ist, ob eine Predella dazugehörte, wie das bei den ebenfalls vom Meister von Meßkirch geschaffenen St. Galler Versuchungs- und Abendmahlretabeln der Fall ist.

### Die Mitteltafel

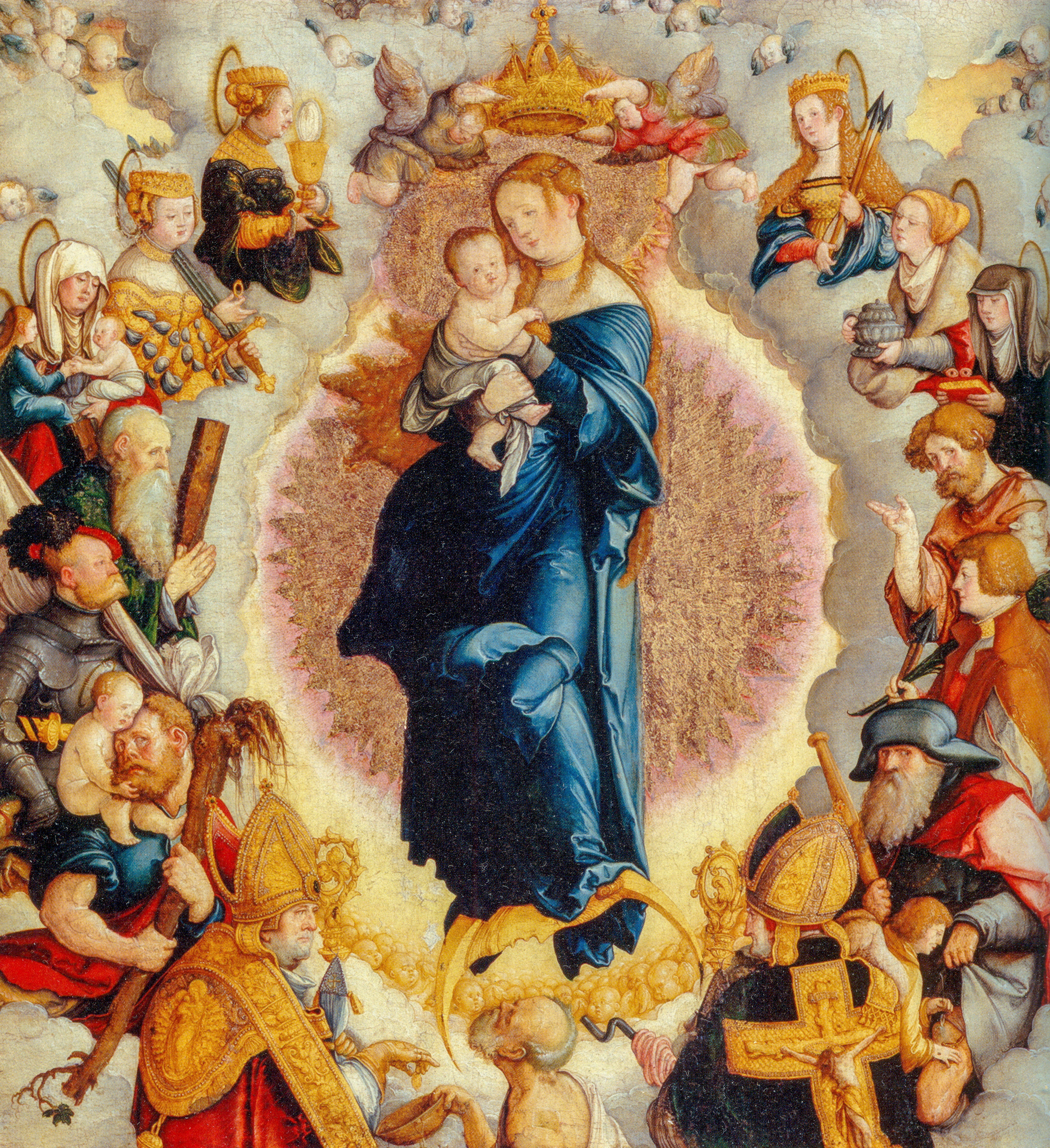
Die Mitteltafel des Wildensteiner Altars

Vor einer in Gold, Rosa und Gelb ausstrahlenden Sonne steht eine Mondsichelmadonna. Sie trägt ein blaues Kleid über einem weißen Hemd mit goldbesticktem Kragen. Das in ein Tuch gewickelte Jesuskind wendet seinen Blick dem Betrachter zu und hat als Salvator mundi seine Hand auf einer (Welt-)Kugel. Über das Haupt der Madonna halten zwei Engel eine Bügelkrone.
In einem von Putten bevölkerten Wolkenhimmel bilden 14 Heilige als Halb- und Dreiviertelfiguren eine Mandorla um Mutter und Kind. Es sind nicht die Vierzehn Nothelfer, sondern, wie Heinrich Feurstein, auch bezüglich der Heiligenfiguren auf dem Falkensteiner Altar, feststellte, die Namenspatrone der Adelshäuser Zimmern, Lupfen, Erbach und Limpurg, ergänzt um die in Meßkirch besonders verehrten Heiligen Martin und Maria Magdalena.
Thematisch dem heiligen Martin zugeordnet, befindet sich am unteren Bildrand ein nackter Bettler, der die Augen den Heiligen und der Mutter Gottes mit Kind zuwendet. Er eröffnet und schließt, als einzige weltliche Person des Bildes, den Kreis der Heiligen. Flankiert wird er von zwei Bischöfen, links unten der heilige Martin von Tours, dessen Gewand teilweise in fein ausgearbeitetem monochromem Gold das Motiv der Strahlenglanz-Madonna aufgreift, und rechts unten der heilige Erasmus, auf dessen Kasel, ebenfalls in monochromem Gold, der gekreuzigte Christus an einem Astkreuz auf einer Goldstickerei dargestellt ist.
Nach dem heiligen Martin folgt links, nach oben, der heilige Christophorus mit dem Christuskind auf der Schulter und dem ergrünenden Stab. Dem schließt sich der heilige Georg an, in zeitgenössischem Harnisch, Federbarett, den getöteten Drachen unter dem Arm. Der heilige Andreas, ikonografisch langbärtig und vor seinem typischen Kreuz dargestellt, sitz voller Ehrfurcht vor der Madonna.
Um das Haupt der Madonna versammeln sich die weiblichen Heiligen. Zunächst, weiter auf der linken Seite, eine Anna selbdritt. Anna ist im Nikopoiatypus dargestellt, eine noch mädchenhaft junge Maria und das Jesuskind auf den Armen; darüber, den Kreis fortsetzend, die heilige Katharina als Königstochter in höfischer Kleidung, mit dem Ring als Zeichen ihrer mystischen Verlobung mit Christus und dem Schwert als Zeichen ihres Martyriums. Die heilige Barbara, erkennbar an ihren Attributen Kelch und Hostie als Patronin der Sterbenden, schließt den Halbkreis der Heiligen links.
Es folgen rechts die bekrönte, in kostbare Kleider gehüllte Königstochter Ursula mit den Pfeilen ihres Martyriums, die heilige Maria Magdalena mit Salbgefäß, gekleidet mit rotem Mantel und goldfarbener Haube, und die heilige Odilie mit einem Augenpaar auf dem Buch als Patronin des Augenlichts. Sie ist zwar Herzogstochter, wird aber als Nonne dargestellt, was es dem Meister erlaubte, wieder zu gedeckteren Farbtönen zu wechseln.
Dann, weiter nach unten, Johannes der Täufer, auf Christus hinweisend und mit dem Lamm Gottes. Es folgen die beiden Pestheiligen Sebastian (mit den Pfeilen als Zeichen seines Martyriums) und Rochus (mit Pilgerhut, Pilgerstab und der von einem Engel gesalbten Pestwunde am Oberschenkel). Abgeschlossen wird der Kreis der Heiligen vom bereits beschriebenen heiligen Erasmus, dargestellt mit der Darmwinde.
Heinrich Feurstein sah in den Gesichtern des heiligen Georg und des Jünglings Sebastian, die sich am jeweiligen äußeren Rand des Bildes entgegenblicken, die Gesichtszüge des Stifters Gottfried Werner und seines Neffen, Ziehsohns und Stammhalters des Hauses Zimmern, Froben Christoph.

### Die Drehflügel – innen

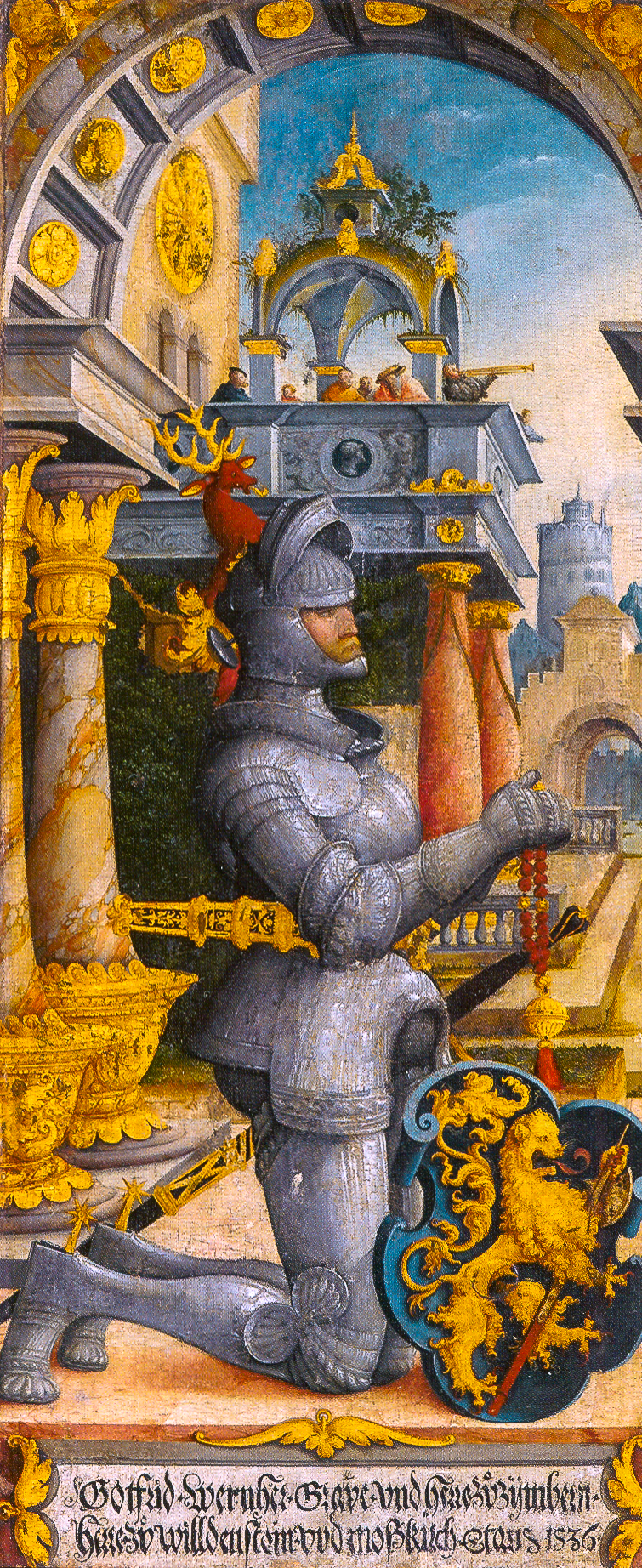
Wildensteiner Altar. Geöffnet. Drehflügel, links: Kniender Stifter Graf Gottfried Werner von Zimmern mit Wappen.

In geöffnetem Zustand wird die Madonna mit den Hausheiligen eingerahmt von den Drehflügeln mit dem Stifterehepaar. Dieses kniet andächtig mit einem Rosenkranz vor einer imaginären Palastarchitektur im Stil der italienischen Renaissance.
Auf der heraldisch bevorzugten Seite links ist Gottfried Werner von Zimmern abgebildet. Er trägt einen aufwändigen Riefelharnisch mit goldgehörntem Hirschkopf als Helmzier. Bewaffnet ist er mit einem Bihänder und einem Katzbalger, die beide goldverziert sind. Sein Wappen ist das freiherrliche zimmerische Wappen ohne Helmzier, ein goldener Löwe mit Hellebarde auf blauem Grund. Eine Kartusche gibt Auskunft über Namen und Stand und Entstehungszeit des Altars:
„Gotfrid·Wernher•Grave·vnd herre zvo zÿmbern•
Herre·zvo willdenstein•vnd·moßkirch•Etatis 1536“
Die Zimmern wurden erst 1538 in den Grafenstand erhoben. Die Inschrift wurde also entsprechend angepasst, worauf das kompakte Schriftbild hindeutet.
Auf dem gegenüberliegenden Flügel ist die Ehefrau Gottfried Werners als Mitstifterin abgebildet. Sie trägt ein vornehmes, schwarzes Kleid und einen langen, die Haare, aber auch die Mundpartie verdeckenden Schleier. Das gevierte hennebergische Wappen mit der doppelten Helmzier weist auf ihren vornehmen Rang hin. Eine Kartusche gibt  über ihren Rang Auskunft: „Von gottes gnaden Apolonia Graevin•
vnd fraw zvo hennenberg•1536•“

### Der geschlossene Altar

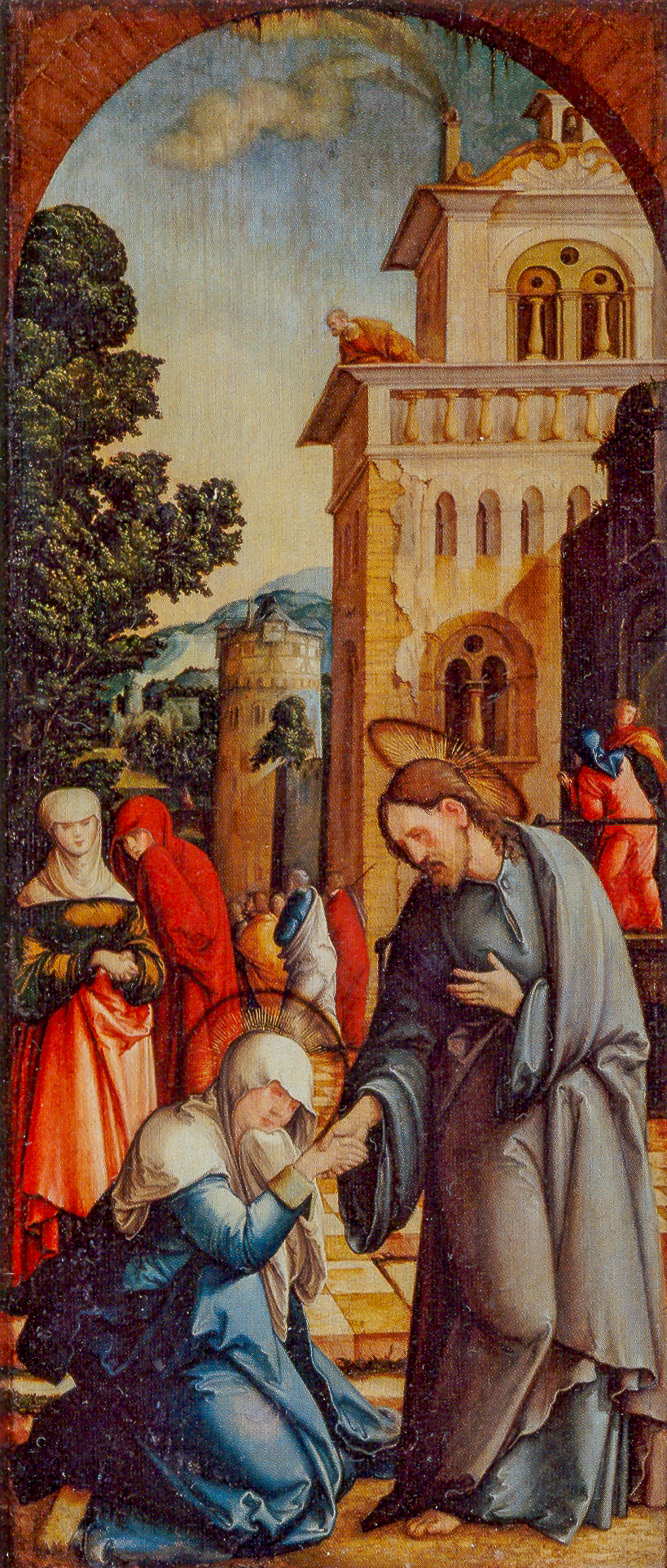
Standflügel, links, Abschied Christus von der Mutter
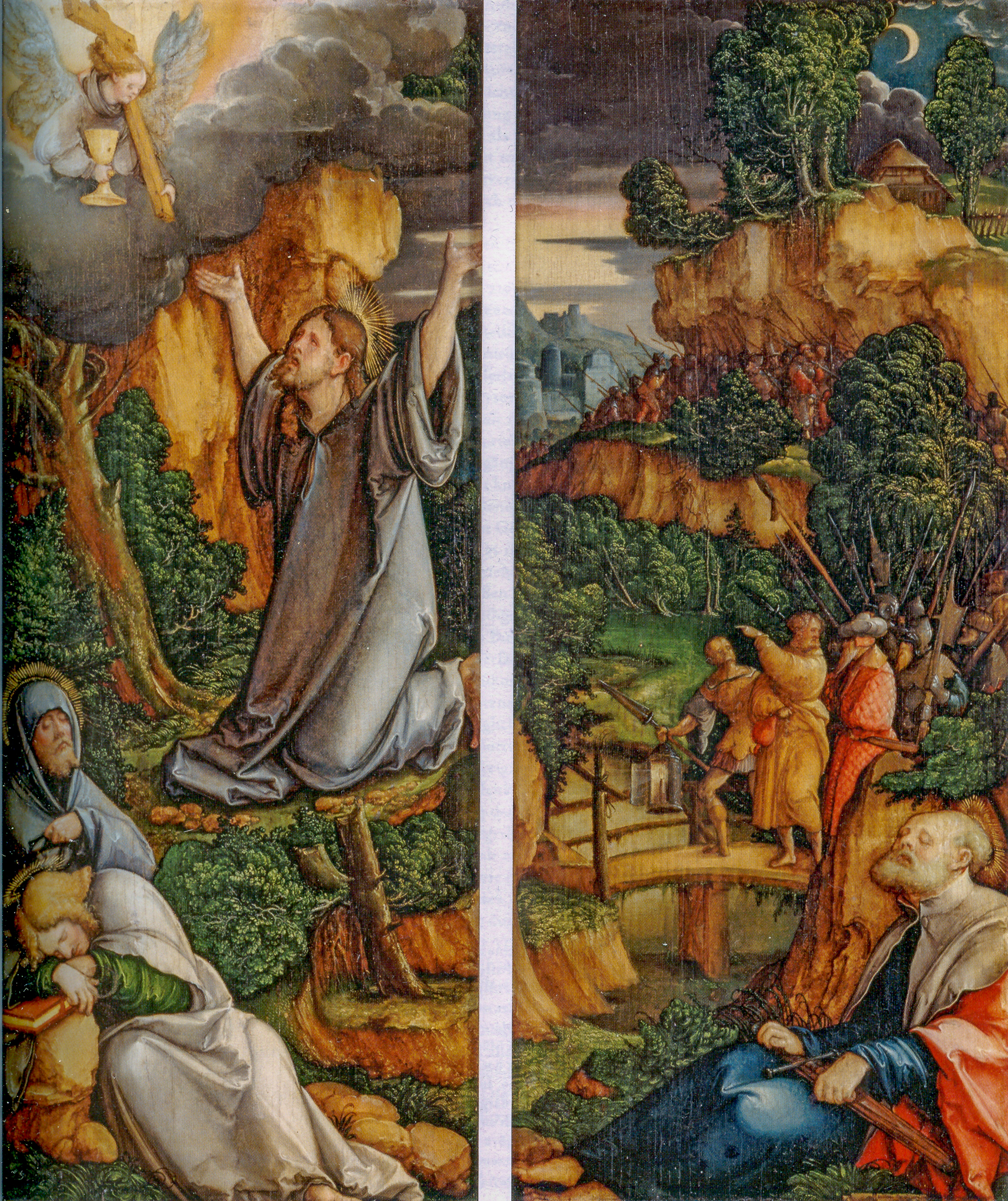
Drehflügel, geschlossen, flügelübergreifend, Christus am Ölberg
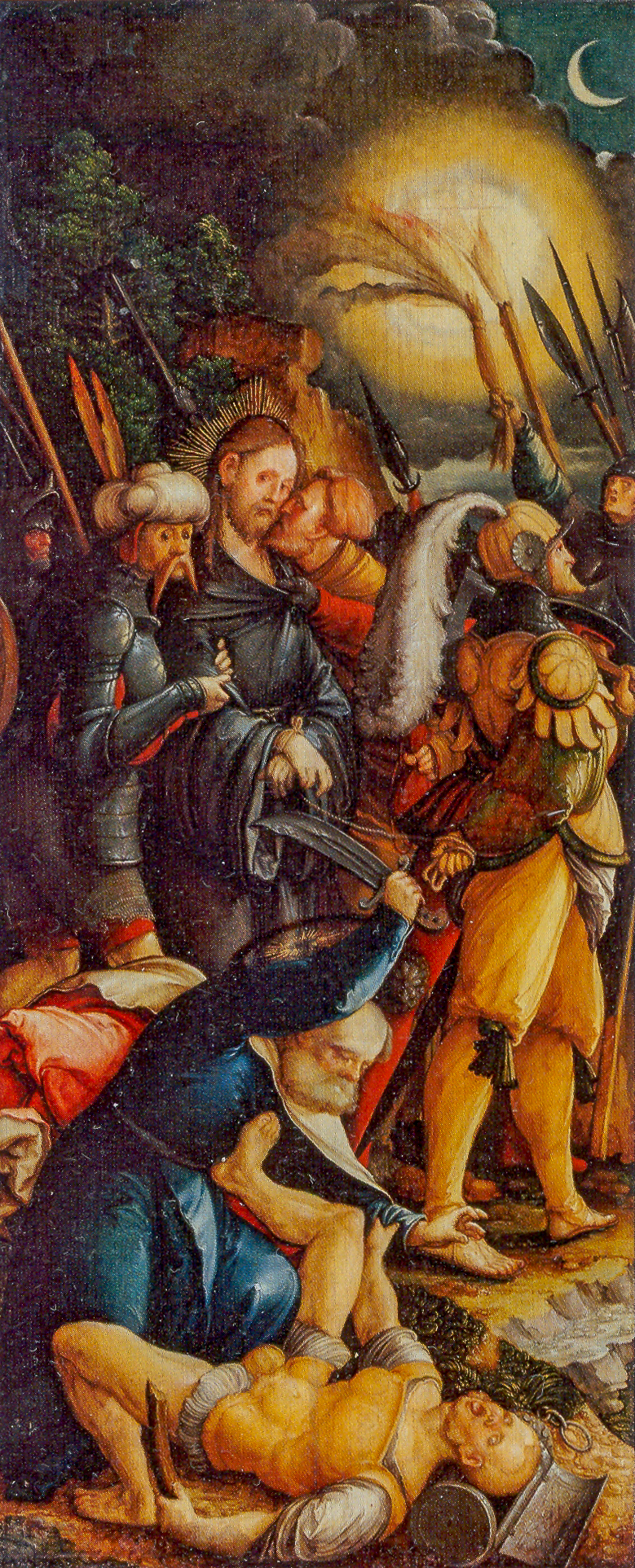
Standflügel, rechts, Gefangennahme Christi

Die vier Tafeln des geschlossenen Altars stellen in Abfolge zueinander den Abschied Jesu von seiner Mutter, in einer tafelübergreifenden Szene Christus am Ölberg und die Ankunft der Häscher und auf einer letzten Tafel zusammengefasst die drei Themen Judaskuss, Gefangennahme und Malchusepisode dar: eine Entwicklung vom Licht zur Dunkelheit.
In der ersten Szene verabschiedet sich Jesus von seiner Mutter. Die Begegnung findet kurz nach der Erweckung des Lazarus statt. Die beiden Schwestern des Lazarus, Martha und Maria, sind Teil des Geschehens.
Die Ölbergszene ist, einer Mitteltafel gleich, auf zwei Flügeln dargestellt. Es ist Nacht. Im Vordergrund, jeweils am unteren Bildrand, sind drei schlafende Jünger zu sehen, rechts wohl Petrus, die Hand bereits am Schwert, der Szene auf der letzten Tafel vorgreifend. Beherrschend, in der Bildmitte, aber ausschließlich auf der linken Tafel, kniet Christus, die Hände verzweifelt emporgeworfen. Oben links – ein Lichtblick auf der sonst düsteren Tafel – erscheint ein Engel, der ihm Kreuz und Kelch weist, als Symbol dafür, dass Christus soeben den Entschluss gefasst hat, den Tod anzunehmen. Auf der rechten Seite sieht man den Zug der Häscher auf gewundenem Weg aus der in die Nacht gehüllten Stadt Jerusalem heraufziehen. Der Zug, der bis in die Stadt zurückreicht, ist überdimensioniert, einem Kriegszug ähnelnd. An seiner Spitze, im kennzeichnenden Gelb, steht Judas, bereits auf Christus zeigend. In der oberen rechten Ecke, gleichsam als Gegenpart zum Engel der linken Tafel, ein abgeschiedenes Bauernhaus, „eine Idylle inmitten einer verräterischen Welt“.
Die letzte Tafel erzählt in dramatischer Verkürzung das Geschehen rund um Jesu Gefangennahme. Drei separate Ereignisse werden in einem Bild zusammengefasst: Judas küsst Jesus, eigentlich das Identifizierungssignal für die Häscher. Aber Jesus ist bereits gefesselt und wird abgeführt. Im Vordergrund ringt Petrus noch Malchus nieder und ist soeben im Begriff, ihm ein Ohr abzuschlagen. Beleuchtet wird die Szene vom Licht zweier Fackeln, aber eigentlich scheint das Licht aus dem Himmel zu kommen, demselben Himmel, aus dem in der ersten Ölbergtafel der Engel erschienen war. Das Bild strahlt bei aller Dramatik eine starke Ruhe aus durch den Blick Jesu auf den Betrachter. Dieser wird dadurch kontemplativ in das Geschehen einbezogen, ein gedachter Dialog zwischen Jesus, der sein Schicksal angenommen hat, und dem Andächtigen.

## Einordnung in das geschichtliche Umfeld

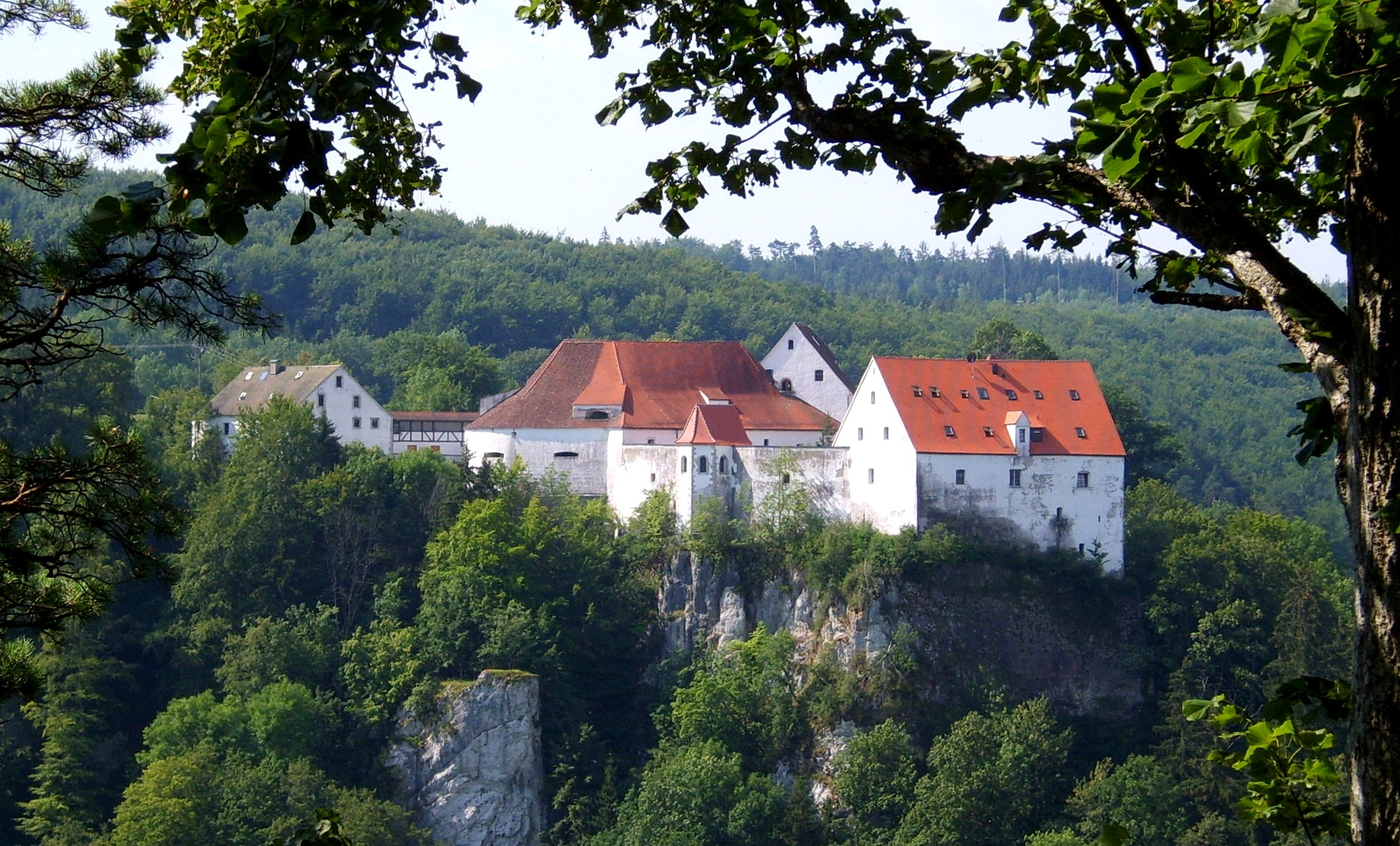
Burg Wildenstein, seit den Ausbaumaßnahmen durch Gottfried Werner praktisch unverändert. Die Burgkapelle in der Bildmitte

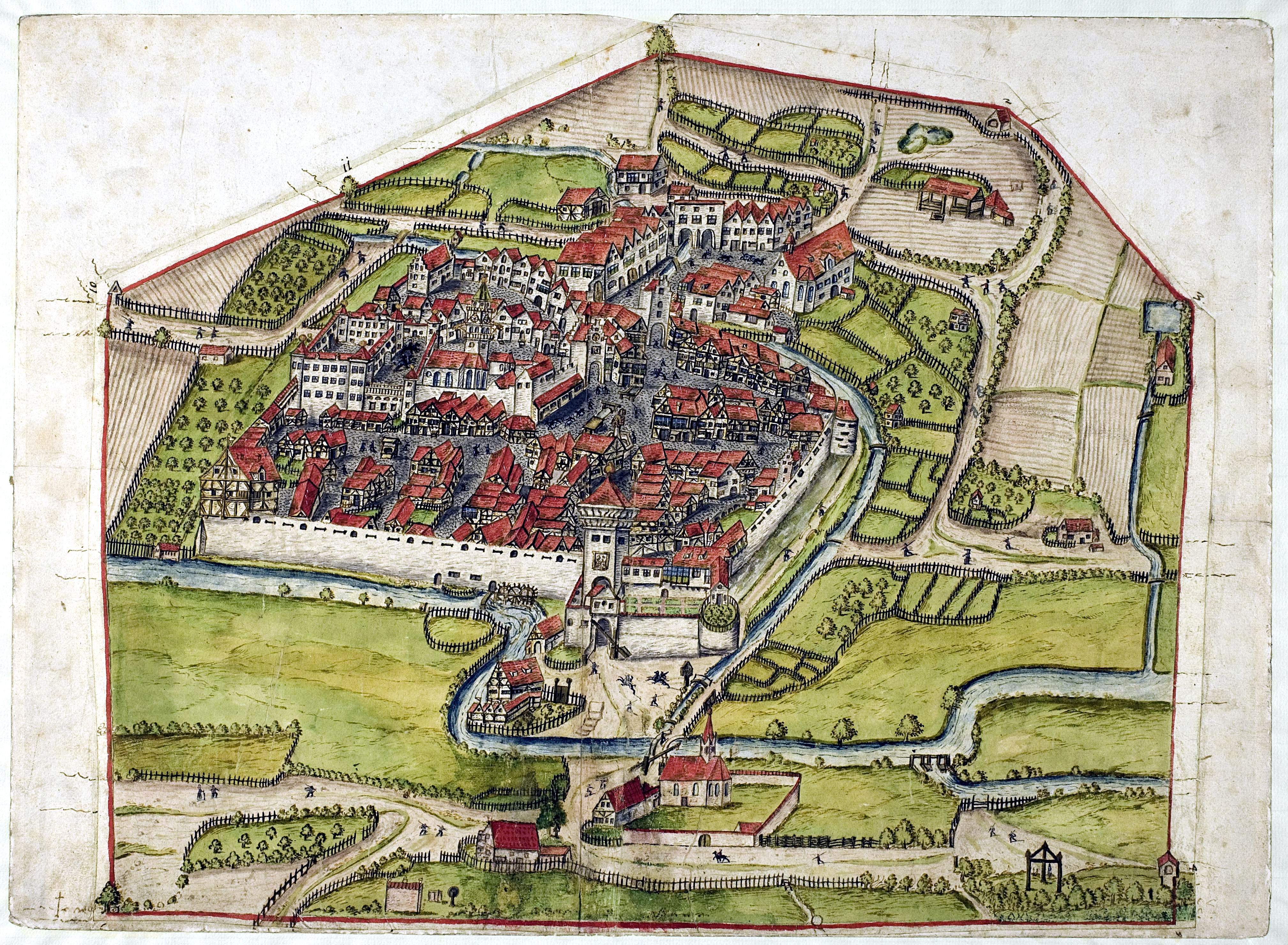
Meßkirch ca. 40 Jahre nach der Schaffung des Altars. Schloss und Kirche Sankt Martin in der Bildmitte, links

Von keinem anderen Mitglied des Hauses Zimmern gibt es mehr bildnerische und heraldische Darstellungen als von Gottfried Werner von Zimmern, heraldisch immer mit dem Allianzwappen Zimmern-Henneberg. Diese Selbstdarstellung erklärt sich aus der Geschichte der damaligen Freiherren von Zimmern in Gottfried Werners Jugend. Vom tiefen Sturz der Familie mit Exil in der eidgenössischen Schweiz, im Zuge der Werdenbergfehde bis zur Erhebung der Familie in den Grafenstand im Jahr 1538.
Die Rückeroberung des zimmerischen Besitzes war noch auf die Initiative seiner beiden älteren Brüder zurückgegangen. Durch seine Vermählung im Jahr 1511 mit der aus gefürstetem Grafenhaus stammenden Apollonia von Henneberg begann Gottfried Werners Aufstieg in der Familienhierachie. Der Hochzeit vorausgegangen war eine romanhafte Brautentführung – eine Aussöhnung mit den Brauteltern fand erst 1521 statt. Nach der Heirat hatten Johann Werner der Jüngere (der älteste Bruder Veit Werner war 1499 gestorben) und Gottfried Werner ihre Herrschaften getauscht. Gottfried Werner erhielt die feudaler ausgestattete Herrschaft Meßkirch, während sich Johann Werner mit der ländlicheren Herrschaft Vor Wald begnügte und zunächst nach Seedorf, später auf die Burg Falkenstein zog.
Das zeitliche, räumliche und familiäre Umfeld war von den Auseinandersetzungen der Reformation geprägt, aber auch von den generellen Umbrüchen, die sich aus dem Übergang vom Mittelalter zur Renaissance ergaben. In unmittelbarer Nachbarschaft hatte das Herzogtum Württemberg gerade die Reformation eingeführt, kurz zuvor die Reichsstadt Ulm. Der Riss ging sogar durch die Familie: Katharina von Zimmern, die Schwester Gottfried Werners, übergab 1524 das Zürcher Fraumünster, in das sie zusammen mit ihrer Schwester während des Exils der Familie gebracht worden und als dessen Fürstäbtissin sie inzwischen aufgestiegen war, an die Stadt Zürich. Diesen Akt verurteilte die restliche Familie schwer. Am Bauernkrieg hatten sich auch die Zimmerischen Untertanen beteiligt. Es kam zwar zu keinen örtlichen Gewalttaten (Gottfried Werner war auf Burg Wildenstein geflohen), aber zimmerische Untertanen waren von der Niederschlagung des Baltringer Haufens betroffen, andere waren im Umfeld des Vertrags von Weingarten zu finden. Nach Niederschlagung des Aufstands verfasste Gottfried Werner am 25. November 1525 einen eigenen Vertrag mit seinen Untertanen, auf den er sie schwören ließ. Die Untertanen verzichteten auf früher bestehende Autonomierechte und akzeptierten höhere Steuern. Dafür wurden sie dem Strafgericht des Schwäbischen Bundes entzogen. Bereits im folgenden Jahr begann Gottfried Werner mit dem Ausbau seiner Herrschaft. Der Konstanzer Münsterbaumeister Lorenz Refer vergrößerte die Stiftskirche St. Martin um die Hälfte und die zimmerische Grablege wurde in den Chor verlegt. Die Burg Wildenstein baute Werner mit erheblichem finanziellen Aufwand zu einer frühneuzeitlichen Festung aus, auch das Schloss Meßkirch baute er permanent um, obwohl es erst von seinem Neffen Froben Christoph zur ersten regelmäßigen vierflügeligen Schlossanlage nördlich der Alpen umgebaut worden war. Ab etwa 1535 wurde der Meister von Meßkirch mit seiner Werkstatt beauftragt, ein vollständiges Altarprogramm für die Stiftskirche Sankt Martin zu schaffen. Die einzigartige Neuausstattung der Kirche mit einem neuen Hochaltaraufsatz und mindestens zehn Nebenretablen, in einer Zeit, in der in der unmittelbaren Nachbarschaft Altäre zerstört wurden, kann als Glaubensbekenntnis aufgefasst werden. Mit der Barockisierung der Kirche ab 1772 wurde dieser Zusammenhang zerstört. Erhalten sind, über die ganze Welt verstreut, noch acht Mitteltafeln und je nach Betrachtung des Gesamtzusammenhangs 40 bis 52 Heiligenansichten der Stand- und Drehflügel.
Der Wildensteiner Altar ist ein Nebenauftrag aus dieser Zeit. Als privater Hausaltar zeige er, dass öffentliche Programmatik und persönliches Bekenntnis bei Gottfried Werner übereinstimmten. Die Zimmerische Chronik beschreibt ihn als ein „gotzförchtiger und vil bettender herr.“ Er beteiligte sich auch an Zusammenschlüssen altgläubiger Reichsstände in Oberschwaben zur Abwehr einer weiteren Ausbreitung der Reformation.

## Bildprogramm
Laut Elsbeth Wiemann ist trotz fehlender Dokumente davon auszugehen, dass die Stifter genaue inhaltliche Vorgaben bezüglich Bildfolge und Auswahl der dargestellten Heiligen machten. Da es nicht die klassischen Vierzehn Nothelfer sind, sollten sie wohl dem Zirkel adeliger Zeitgenossen, die Zugang zu diesem Altar hatten, einen Nachweis über die vornehmen verwandtschaftlichen Beziehungen der Zimmern geben. Von Feuerstein war ja bereits der Hinweis gekommen, dass es sich um die Hausheiligen der Adelshäuser Zimmern, Lupfen, Erbach und Limpurg handele. Allerdings fehlt im Einzelnen ein Hinweis, welche Heiligen welchen Adelshäusern zuzuordnen sind.
Der Altar ist im Vergleich mit einigen der Arbeiten für die Kirchenausstattung mehr, wenn auch nicht ausschließlich, Meisterstück als Werkstattarbeit.
Vergleichbar mit dem Wildensteiner Altar ist der nur kurz vorher für den älteren Bruder Johann Werner von Zimmern entstandene Falkensteiner Altar, wobei der Wildensteiner Altar anspruchsvoller und inhaltlich vielschichtiger ist. Besonders charakteristisch ist beiden die Verbindung von altertümlichen, spätgotischen Elementen mit fortschrittlichen Bildideen der Renaissance. Der Einsatz von Gold bei Schmuckelementen und im Hintergrund zeigt ein unbewusstes, oder doch eher bewusstes Festhalten an traditionsgeheiligten Bildformeln, Letzteres aber in Verbindung mit der Plastizität der Figuren, der ornamentalen Freiheit der Gewänder und dem lichthaltigen Kolorit. In Bezug auf die höchst differenzierte Feinmalerei und der stofflichen Charakterisierungskunst zeigt sich der Meister auf der Höhe seiner Kunst. Gerade beim Wildensteiner Altar sind die geforderten altgläubigen Bildinhalte mit dem repräsentativen Anspruch des Auftraggebers stimmig verbunden.
Der Stifter ist sicher nach seinen Vorgaben dargestellt. Das Bildnis wiederholt sich auf dem Seitenflügel des Hochaltarretabels und auch das Relief auf dem Bronzeepitaph, insbesondere hinsichtlich Harnisch und Bewaffnung, ist fast deckungsgleich. Die Zimmerische Chronik berichtet: „Uf solche weren hat er bei seinen lebzeiten grosen fleis gelegt, die selbs außgebutzt und geseubert, gewetzt und damit hat sonst niemandts dörfen umbgeen. Das schwert hat sich eim halben schlachtschwert verglichen und ist im insonderhait lieb gewesen“.

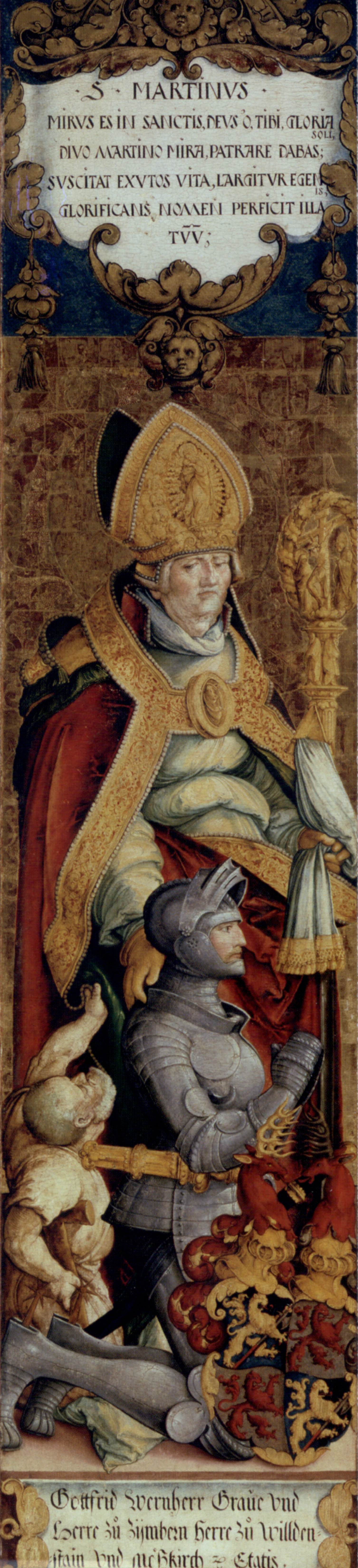
Gottfried Werner auf dem Seitenflügel des Hochaltarretabels
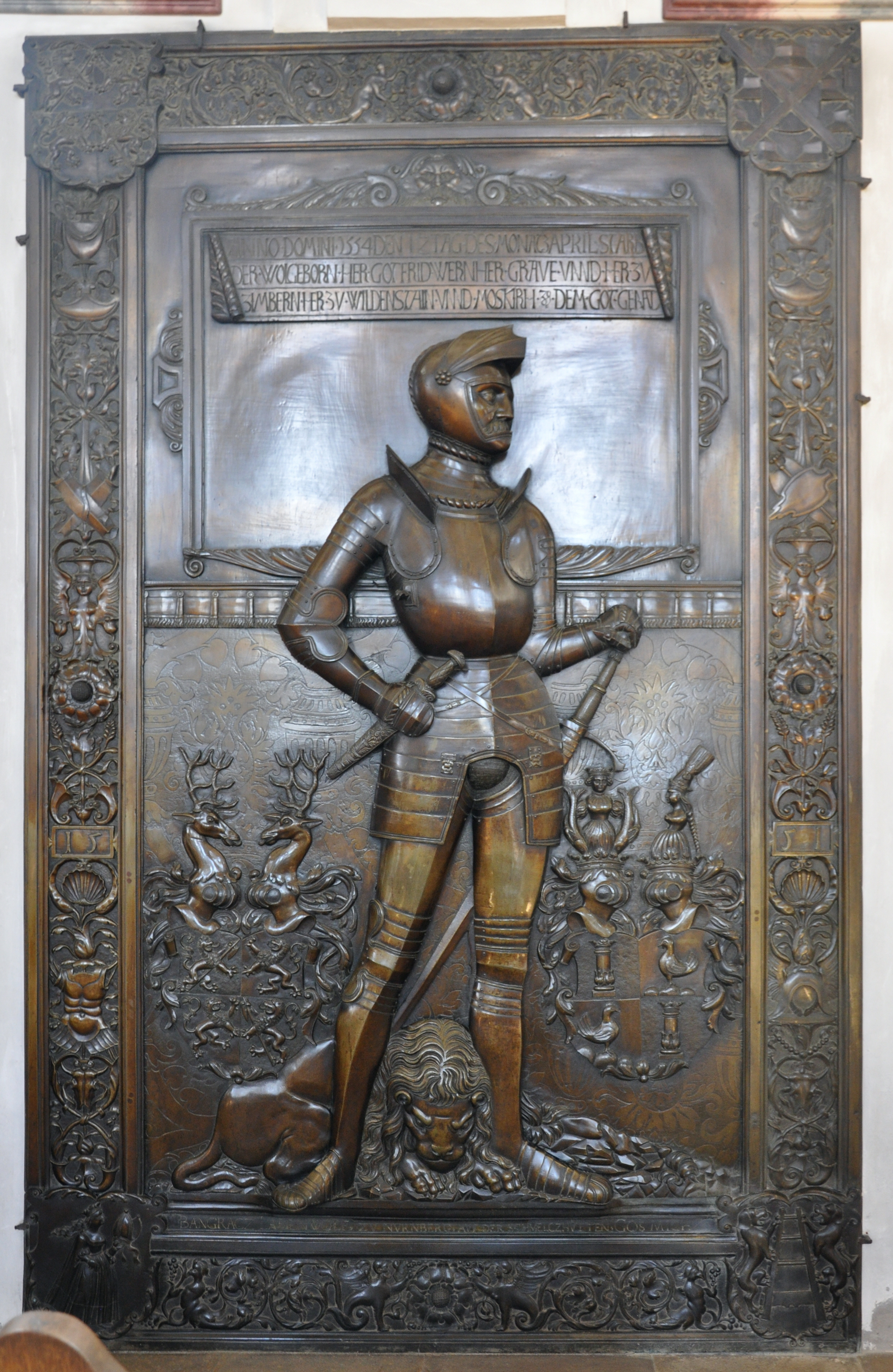
Bronzeepitaph Gottfried Werners in der Stiftskirche St. Martin

Willibald Sauerländer spricht beim Wildensteiner Altar von einer „der letzten großen Kompositionen altdeutscher Malerei, einem gemalten Defensorium der Altgläubigkeit in der Stunde der Reformation“. Das Mittelbild sei „ein volltönendes Palladium der Katholizität“. Auch kunstgeschichtlich werde der Zeitenübergang deutlich: Das geschlossene Retabel sei „eine[r] der letzten gemalten Passionszyklen der altdeutschen Malerei“, während auf der Mitteltafel „alles noch spätgotisch“ sei, „sprüht und funkelt eine verspielte nordische Renaissance“ auf den Flügeln.
Schon Feuerstein wies auf die einzelnen Vorlagen für Bildelemente auf bekannten Holzschnittvorbildern hin. Wer die Auswahl der Motive getroffen hat, ist nicht zu ermitteln. Grafiken waren zu diesem Zeitpunkt leicht erhältlich und konnten sowohl der Meisterwerkstatt als auch dem Auftraggeber vorgelegen haben. Anders verhält es sich bei Vergleichen mit den Techniken einzelner Künstler. Diese weisen auf Bekanntschaften hin, die auf Lehr- und Wanderjahren oder durch Arbeiten an gemeinsamen Aufträgen gemacht wurden. Spekulationen hierüber wurden auch beim Versuch, das Geheimnis der Identität des Meisters von Meßkirch zu lüften, angestellt.
Dürers Kupferstich Maria mit der Sternenkrone ist als Vorbild für die Madonna der Mitteltafel anzunehmen. Für den Faltenwurf dürfte die Technik Hans Baldung Griens Pate gestanden haben. Gerade aus dem Triptychon für die Johanniterkommende zum Grünen Wörth in Straßburg, dessen drei Teile heute auf Schwäbisch Gmünd, Cleveland und New York verstreut sind, hat der Meister viele Anregungen für den Wildensteiner und für den Falkensteiner Altar gezogen. Es wird angenommen, dass er den Altar selbst kannte oder Reinzeichnungen oder Visierungen. Es wird daraus auf die Möglichkeit geschlossen, dass der Meister von Meßkirch eine Zeit lang als Schüler oder Assistent in Baldungs Freiburger Werkstatt arbeitete.

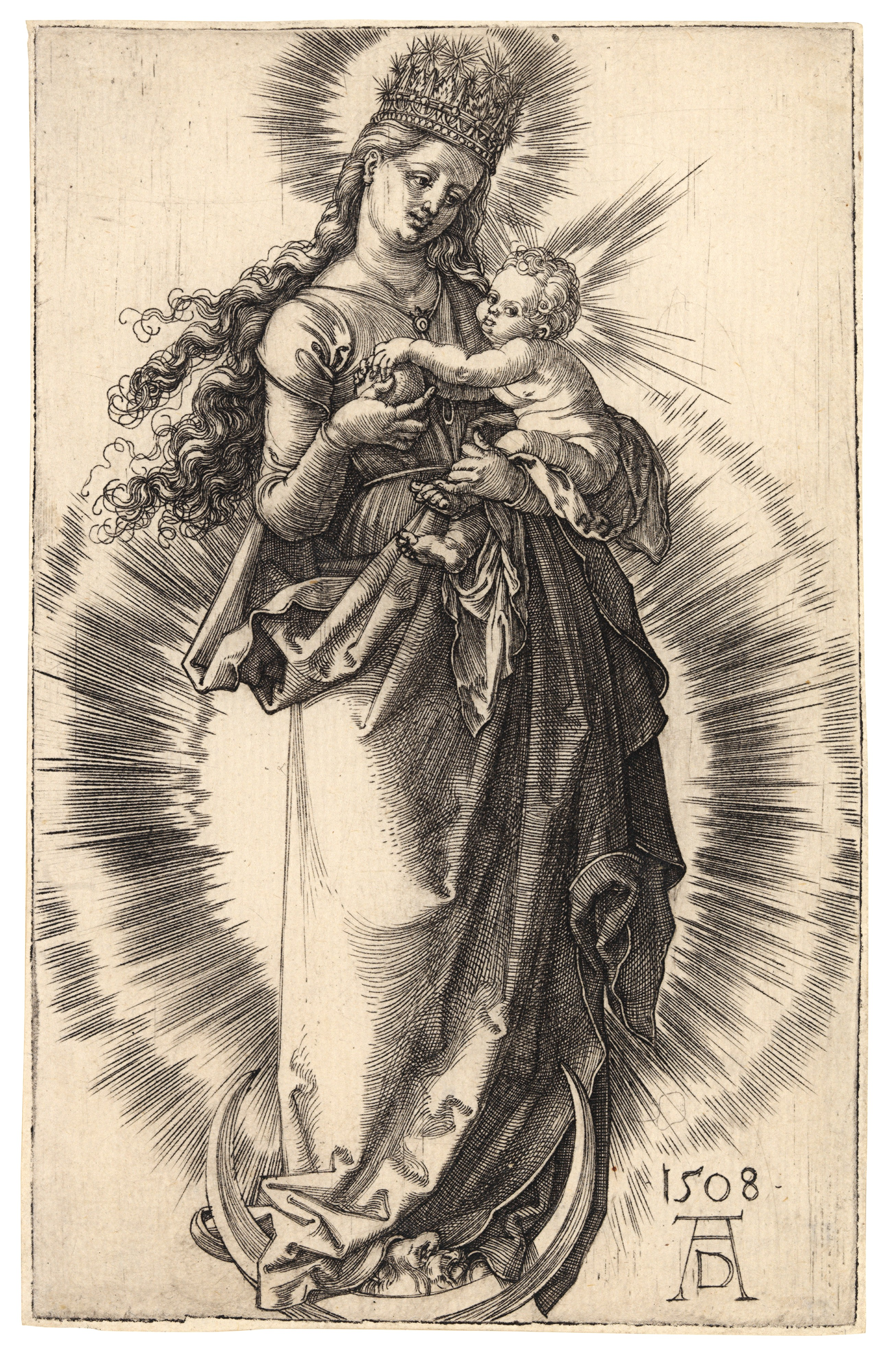
Maria auf der Mondsichel, Dürer, 1508
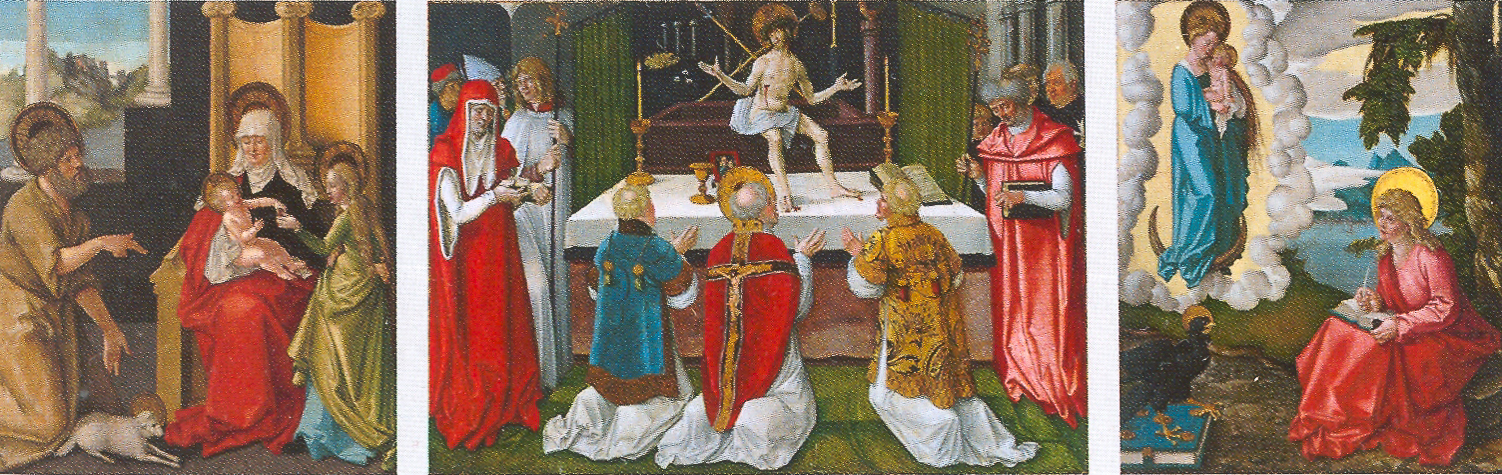
Hans Baldung: Rekonstruktion des Triptychons der Johanitterkommende zum Grünen Wörth, Straßburg
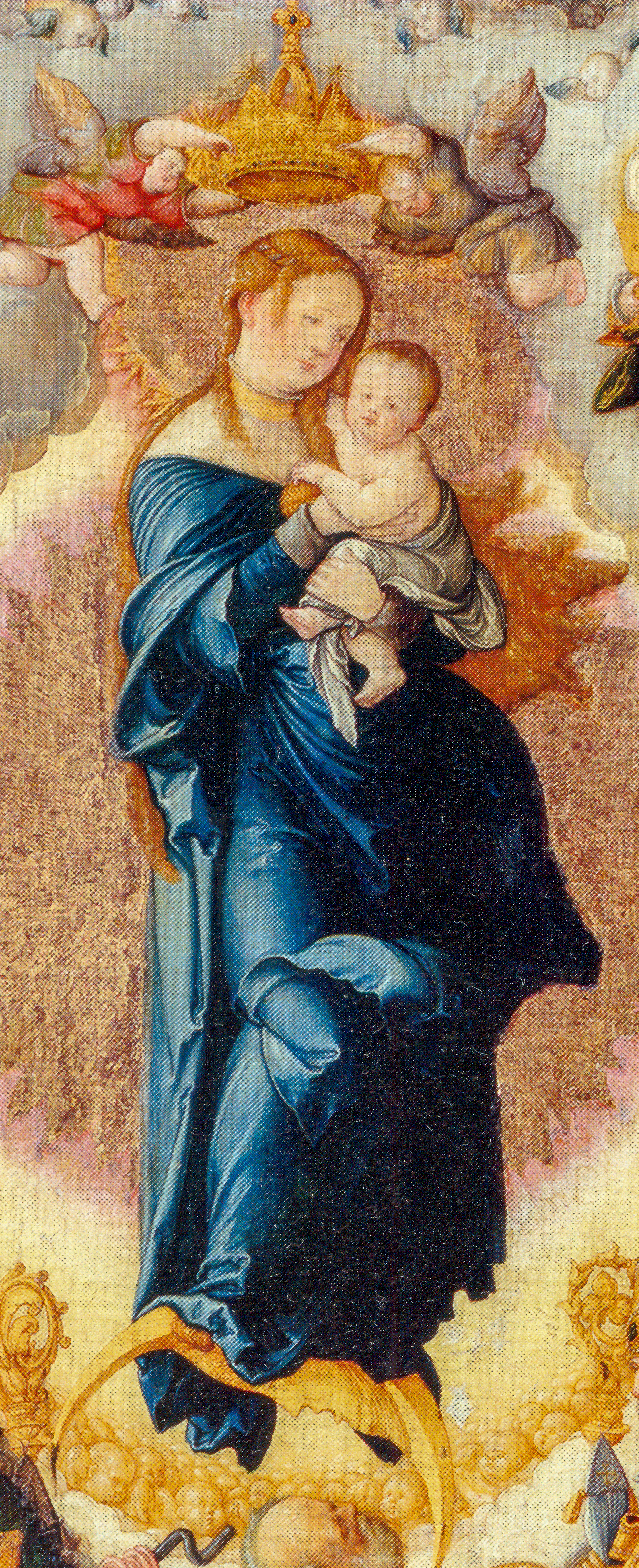
Detail der Mitteltafel, gespiegelt

Bei der Palastarchitektur griff der Meister auf eine von Albrecht Glockendon 1531 herausgegebene Folge von Planetenbildern zurück und gab ihr durch Farbigkeit, Schmuckelemente, Ausarbeitung der Assistenzfiguren und den Pflanzenbewuchs eine ganz eigene Wirkung.

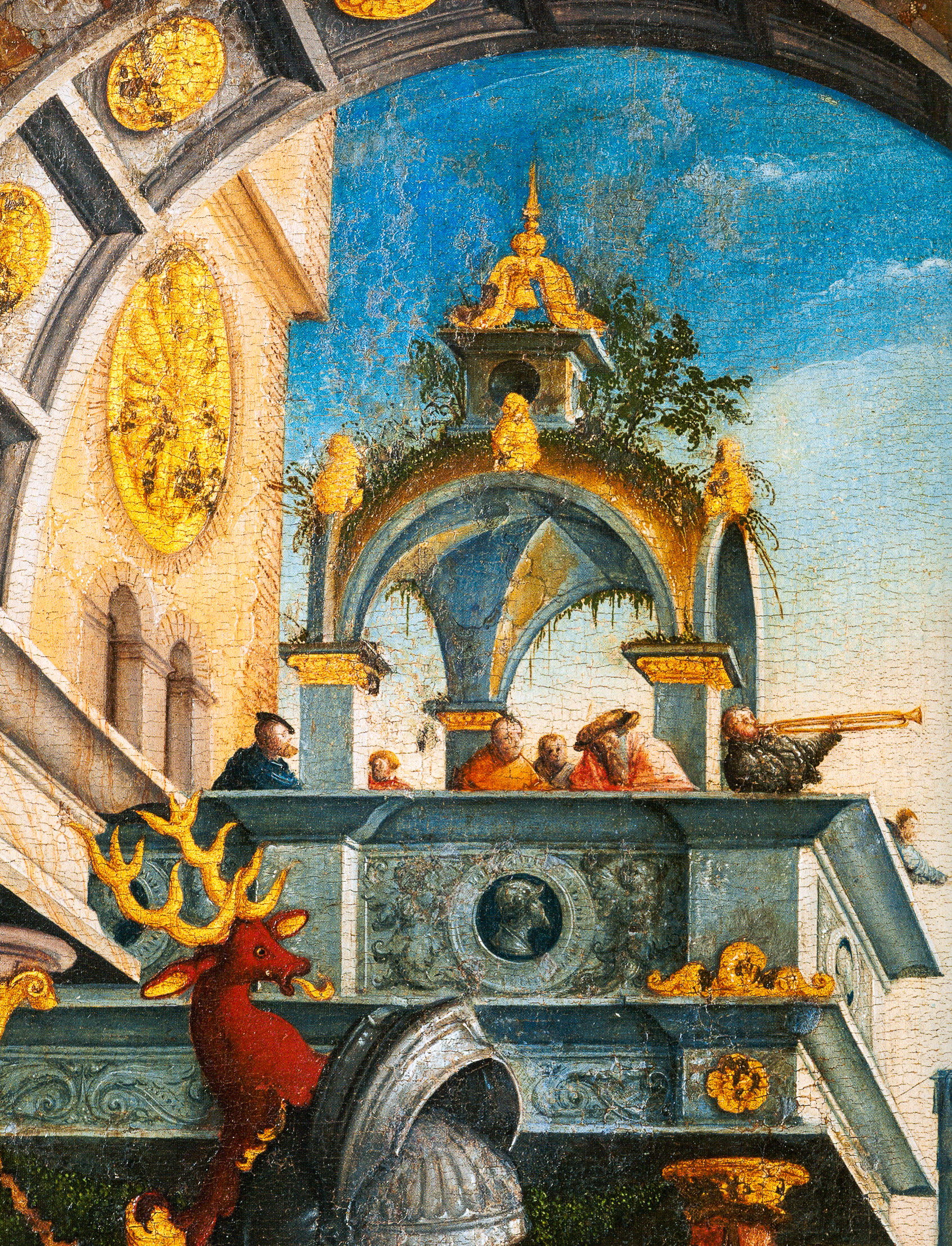
Detail aus der Palastarchitektur des linken Drehflügels
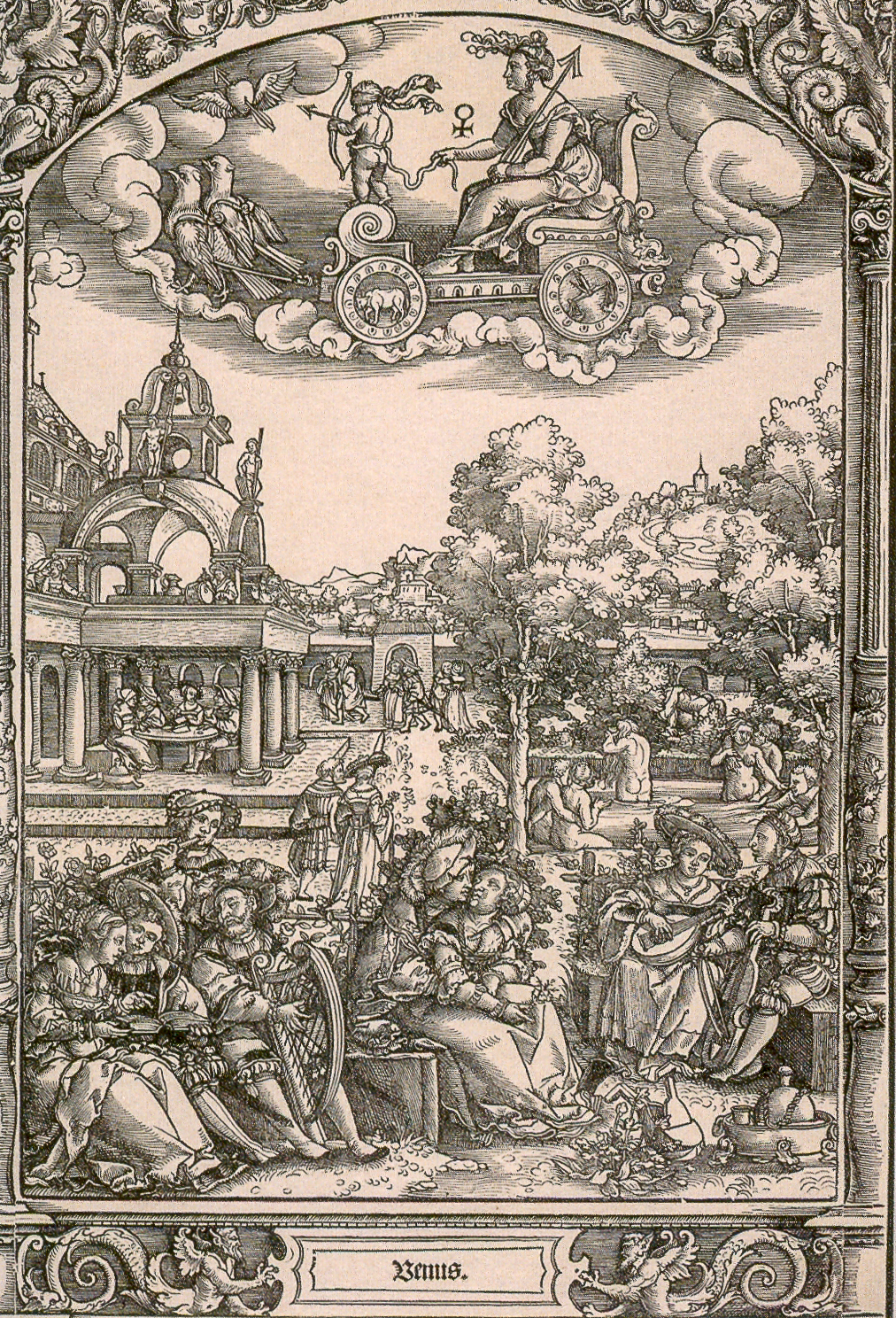
Hans Sebald Beham oder Georg Penc: Die sieben Planeten: Venus, 1531
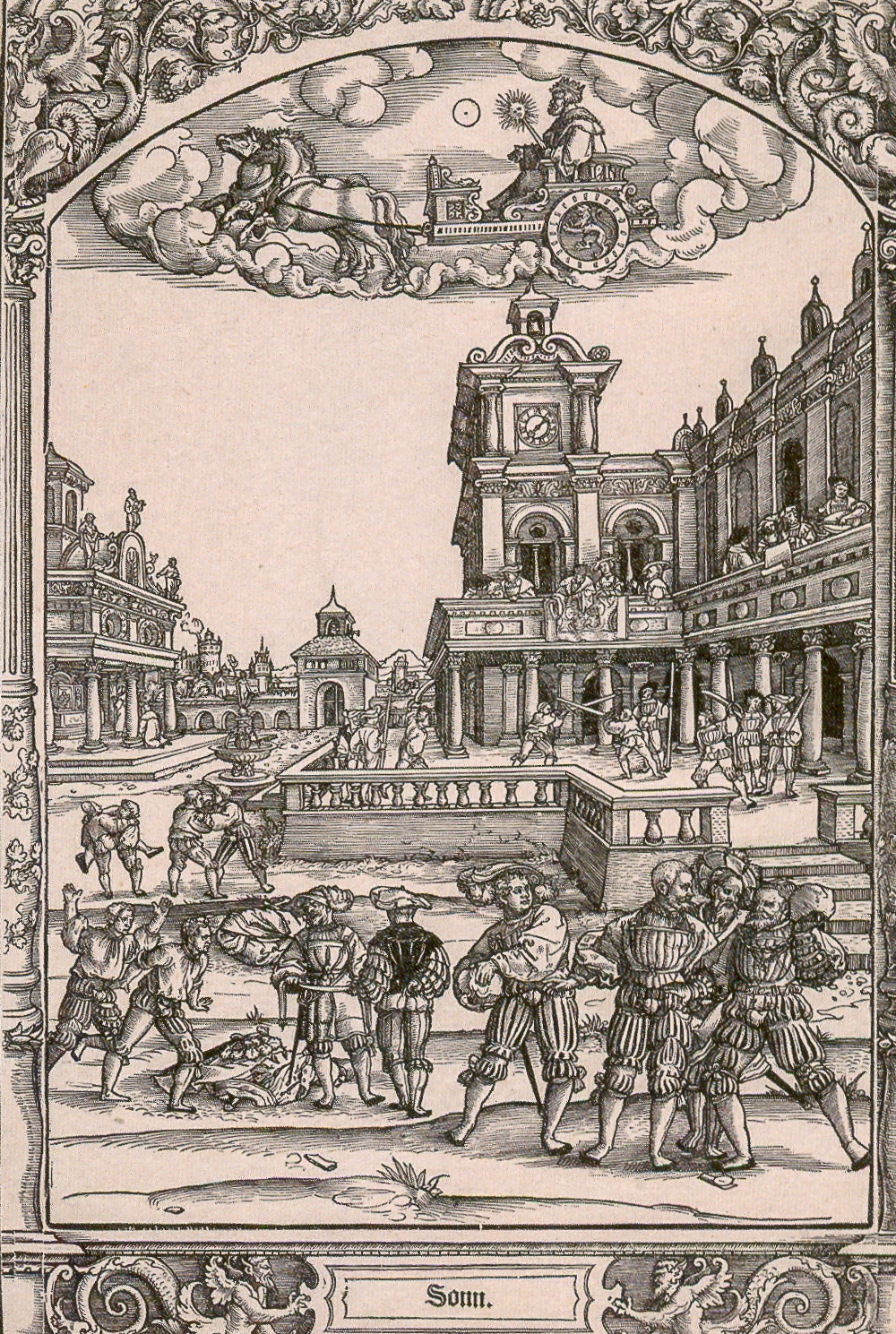
Hans Sebald Beham oder Georg Penc: Die sieben Planeten: Sonn, 1531
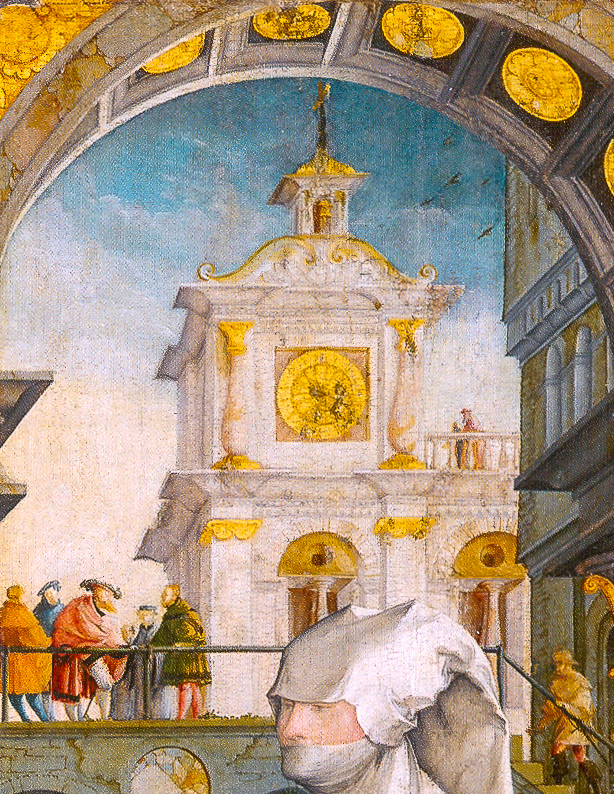
Detail aus der Palastarchitektur des rechten Drehflügels

Bei der Ölbergszene sind Bezüge auf Dürers Kupferstichpassion anzunehmen, erweitert um den Zug der Häscher: ein Motiv, das sich bereits bei Hans Schäufelein findet und das der Meister von Meßkirch durch zeichnerische Präzision und dramatische Abendstimmung aufwertete. Die Kupferstichpassion war detailreicher und hatte einen höheren Verkaufspreis. Sie richtete sich an gebildetes, kunstaffines Publikum.

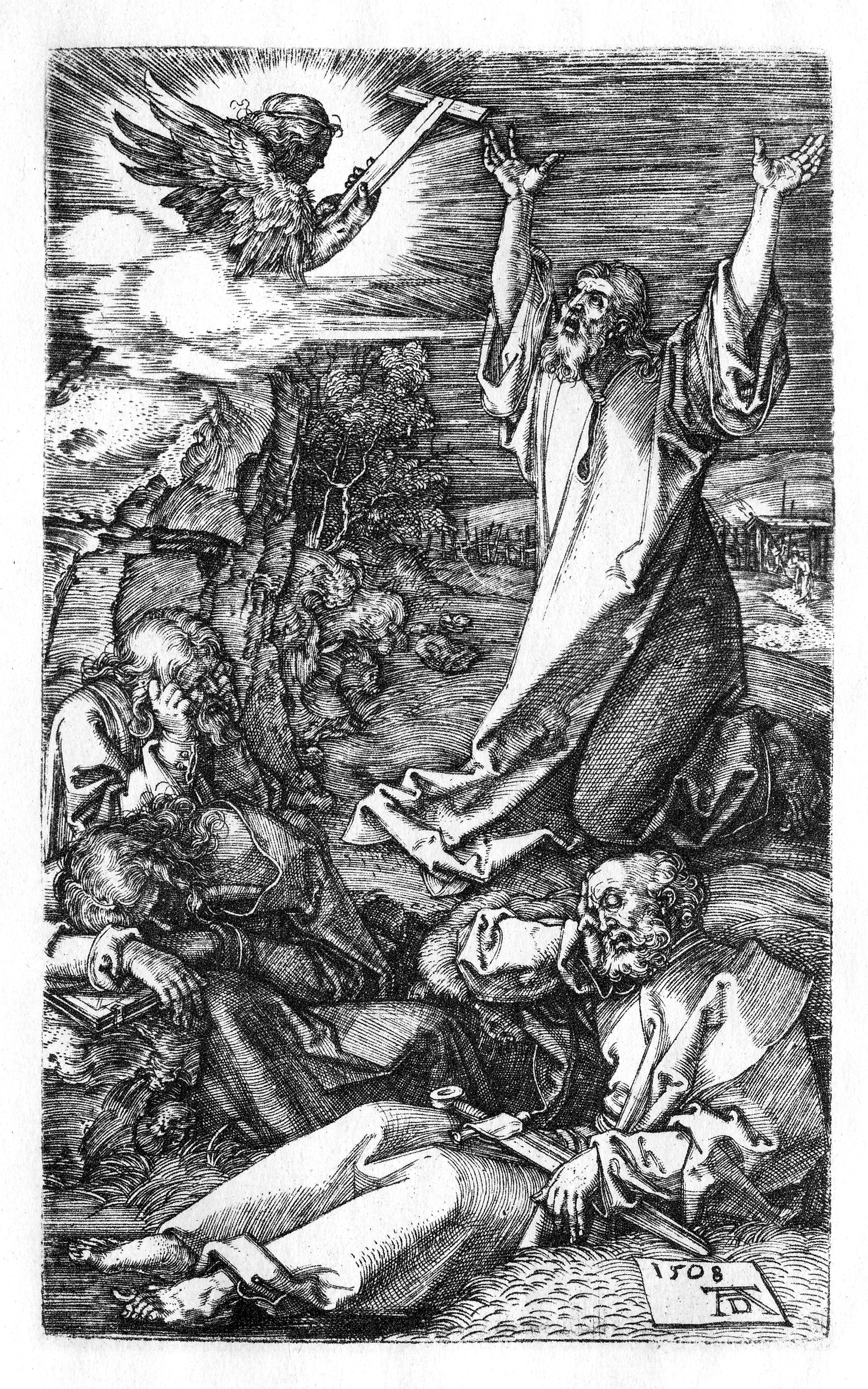
Albrecht Dürer: Christus am Ölberg, Blatt 1, der Kupferstichpassion, 1508
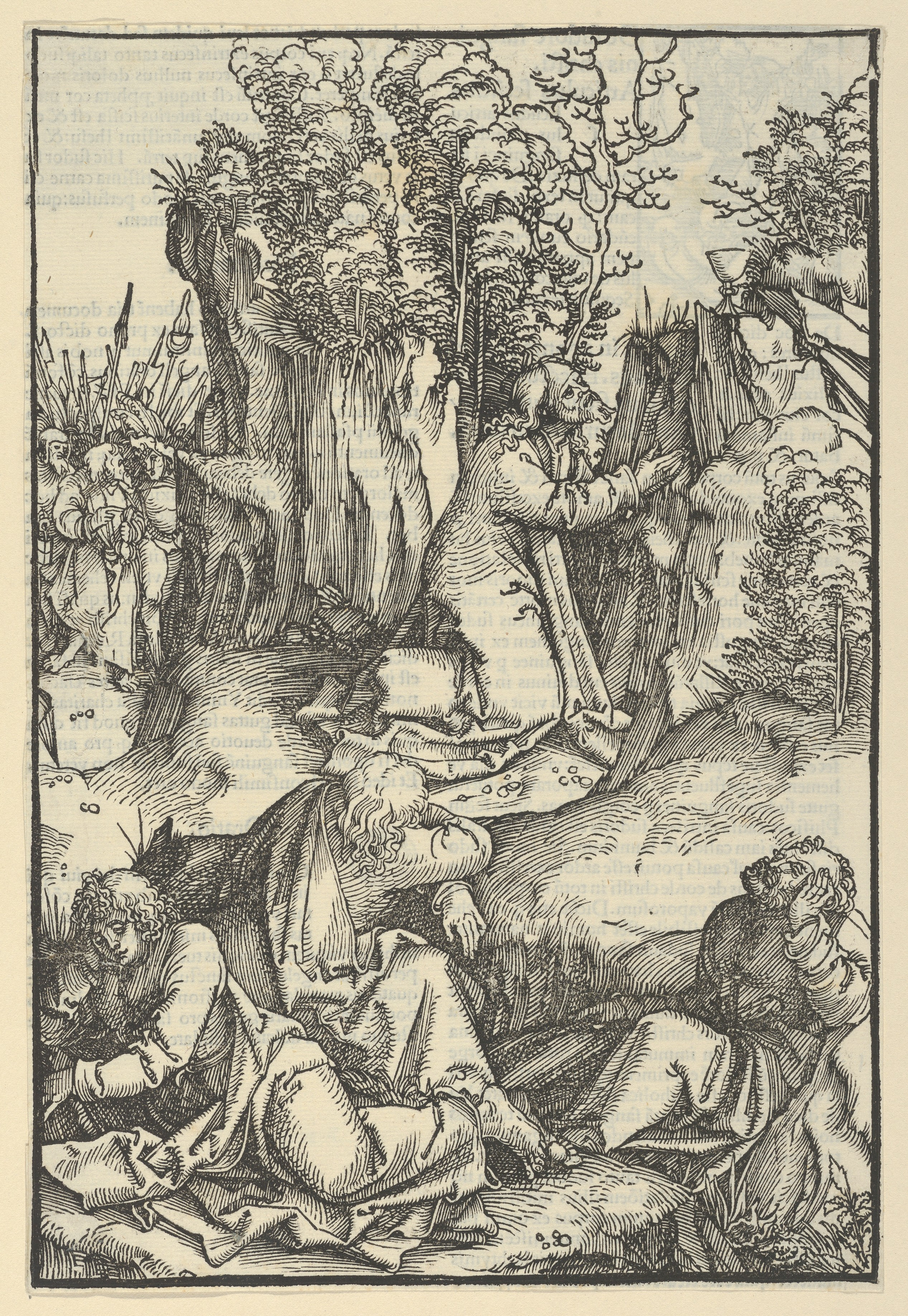
Platzhalter; hier sollte erscheinen: Hans Schäufelein: Christus am Ölberg, 1510, Berlin, Kupferstichkabinett

Auch werden oft verschiedene Elemente aus unterschiedlichen Vorlagen kombiniert, so aus Dürers Kleiner Passion der Judaskuss und die Malchusszene, wobei Malchus dem Vorbild aus dem Holzschnitt von Hans Burgmair folgt und der pompöse Gefangenenführer wieder den Aufseher aus einem anderen Blatt von Dürers Kleiner Passion als Vorbild hat.

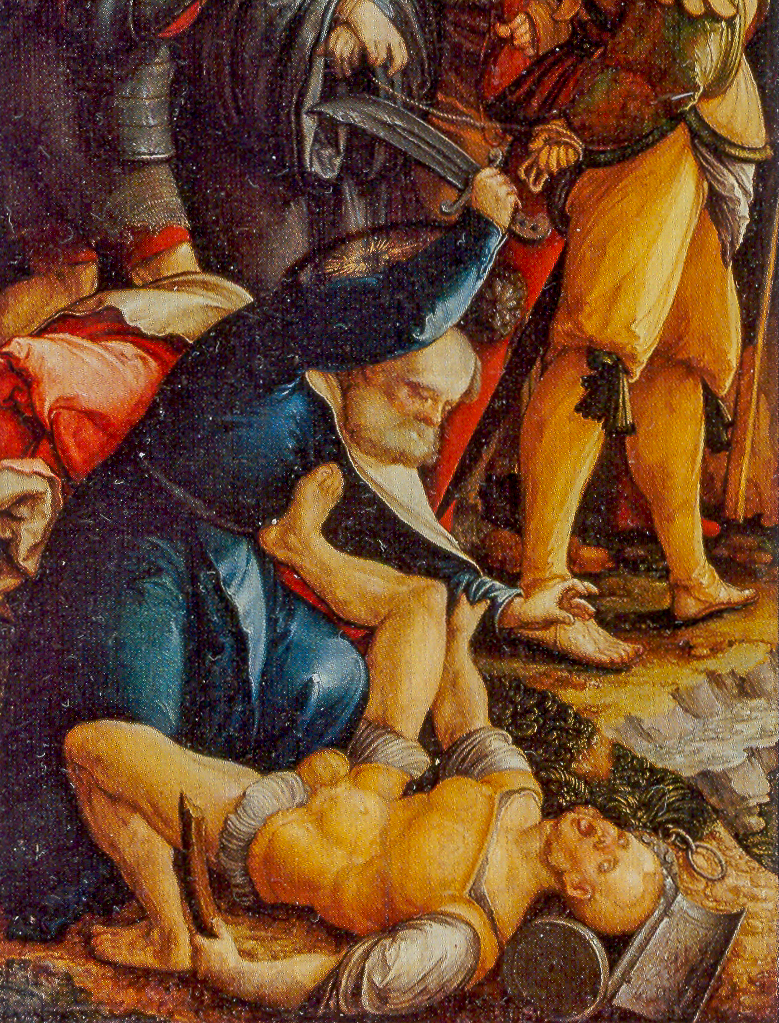
Wildensteiner Altar, Detail Malchusszene
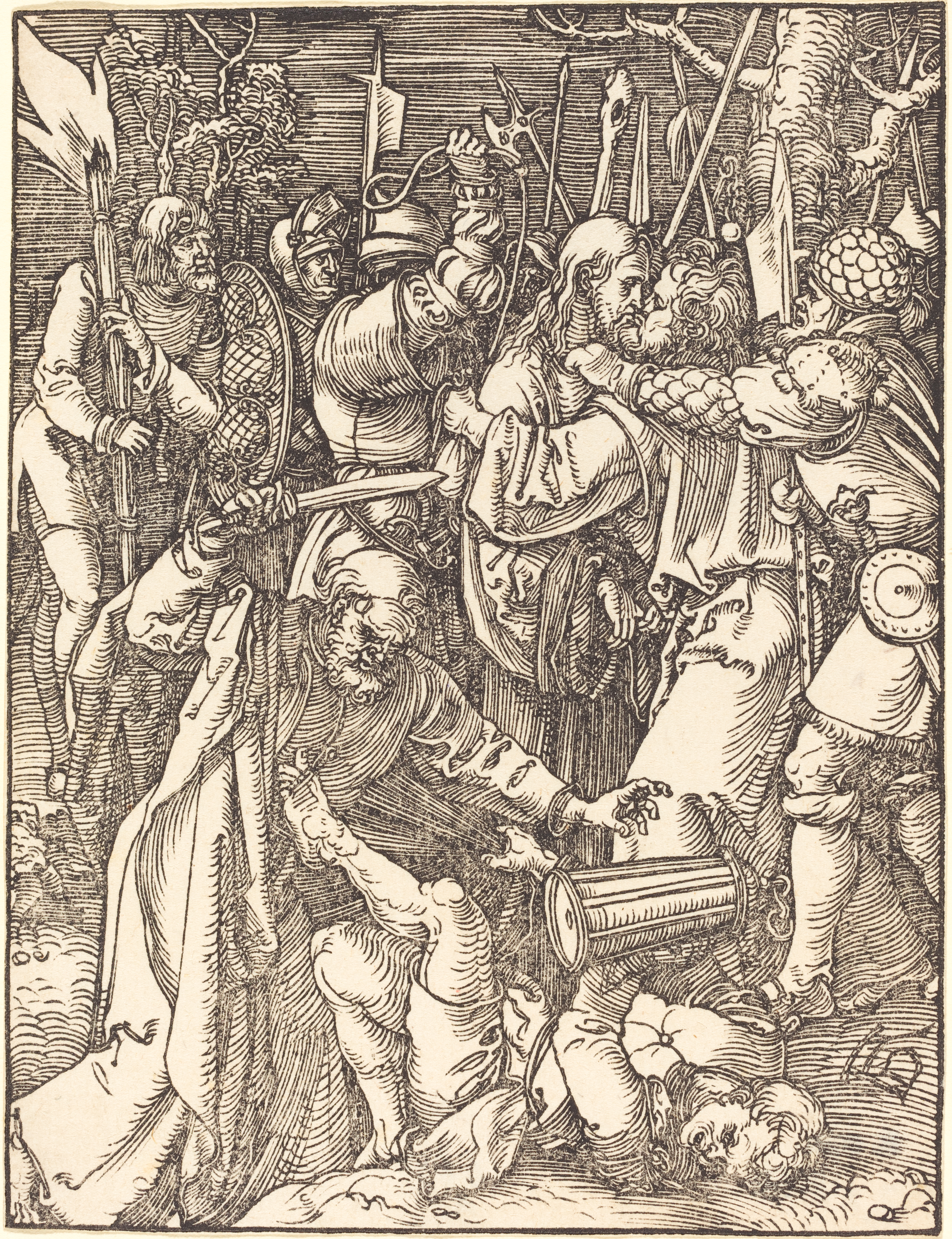
Albrecht Dürer:Gefangennahme Christi, Blatt 12, Kleine Passion, um 1509
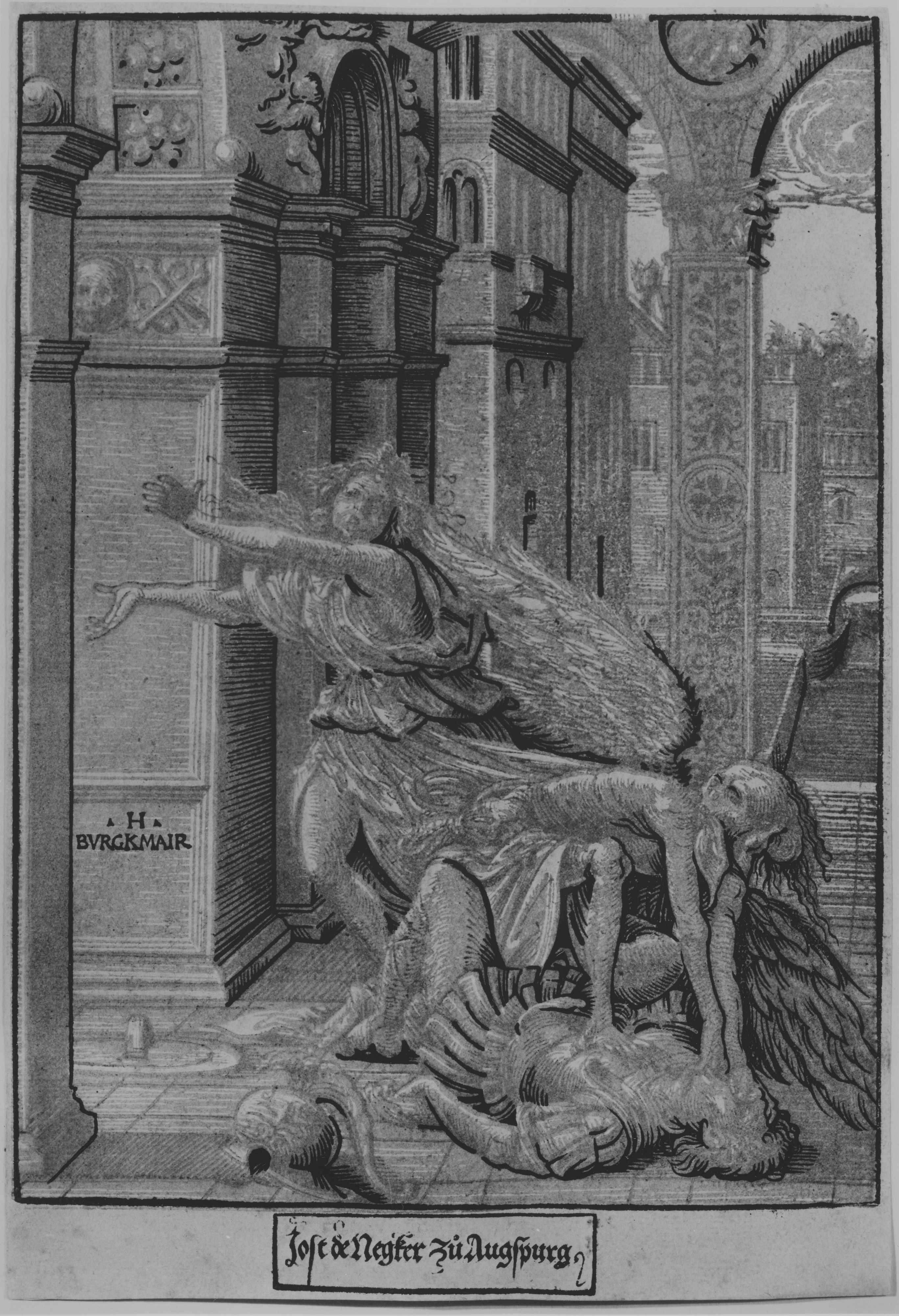
Hans Burgkmair: Der Tod und das Liebespaar, um 1510
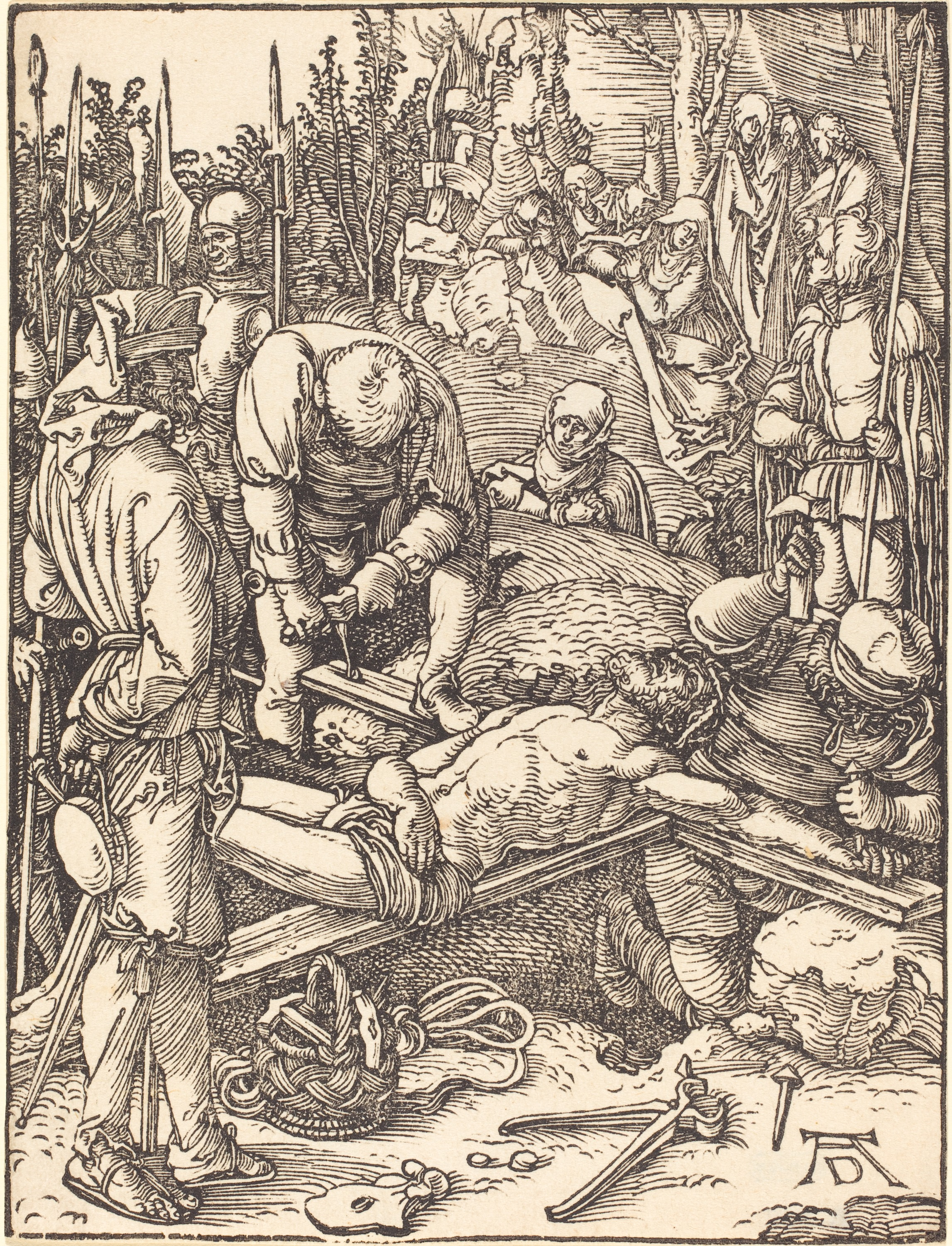
Kreuzannagelung Christi, Blatt 24, Kleine Passion, um 1509
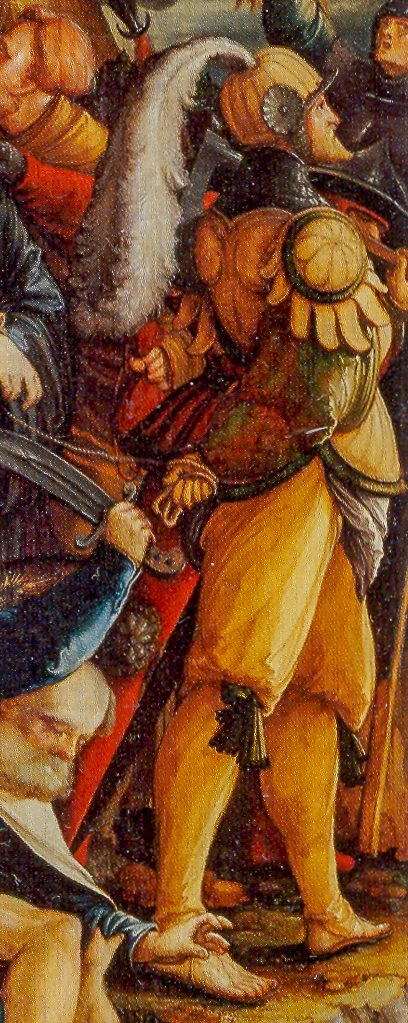
Wildensteiner Altar, Detail, Aufseher

Alleinstellungsmerkmal des Meisters von Meßkirch sind laut Wiemann die „sich von den Figuren in ornamentaler Freiheit verselbständigenden Gewänder“ und auch die auf ihnen zu findenden „mit sicherer Hand auf ölvergoldetem Grund ausgeführten Grisaillemalereien“. Wiemann weist auch auf die besondere individuelle und stimmige Farbgebung des Altars im geöffneten und geschlossenen Zustand hin. Die als „historische Begebenheit“ aufzufassenden Passionsszenen der geschlossenen Seite finden in einer (den Zimmern eigenen) Schwarzwald- und Donaulandschaft statt, mit satten Grün- und Brauntönen, mildem Mondlicht und Fackelschein, von denen sich die blauen, roten und gelben Gewänder abheben. Dagegen steht der geöffnete Altar, dessen Sujet keinen erzählerischen Zusammenhang hat. Ein vielfach gebrochenes Grau, vom lichten Silbergrau bis zum tiefsten Basaltschwarz, bildet den Hintergrund für die Heiligenfiguren, bei denen Rot- und Goldtöne überwiegen und wie bei der Fassung eines Schmuckstückes wie kostbare Steine um ein blaues Juwel gereiht sind. Dieselben Farben sind in den Seitenflügeln wieder zu finden, sodass das Gesamtbild einem „Geschmeide aus Gold und Edelsteinen“ gleicht.

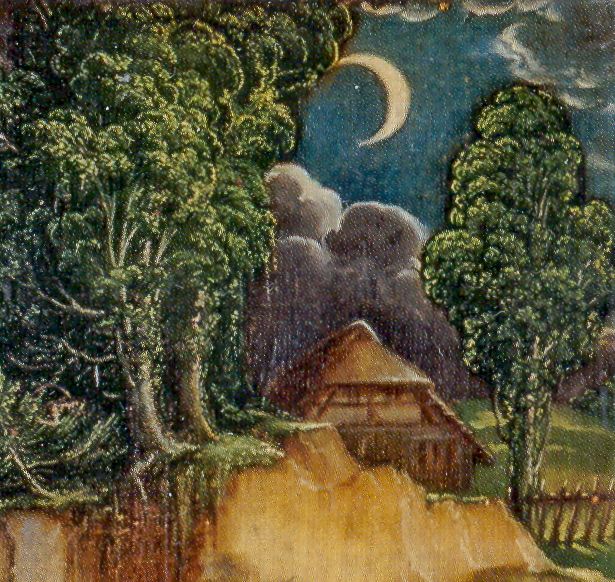
Detail aus den Passionstafeln: Das Schwarzwaldhaus

Die ikonografische Darstellung und die Dominanz der Goldtöne des geöffneten Altars erinnern laut Wiemann noch an die Ursprünge der Tafelmalerei. Bildaufbau und Figurenauffassung sind hingegen modern. Die Landschaftsdarstellungen des geschlossenen Altars stehen bereits der Donauschule nahe.

## Material und Technik

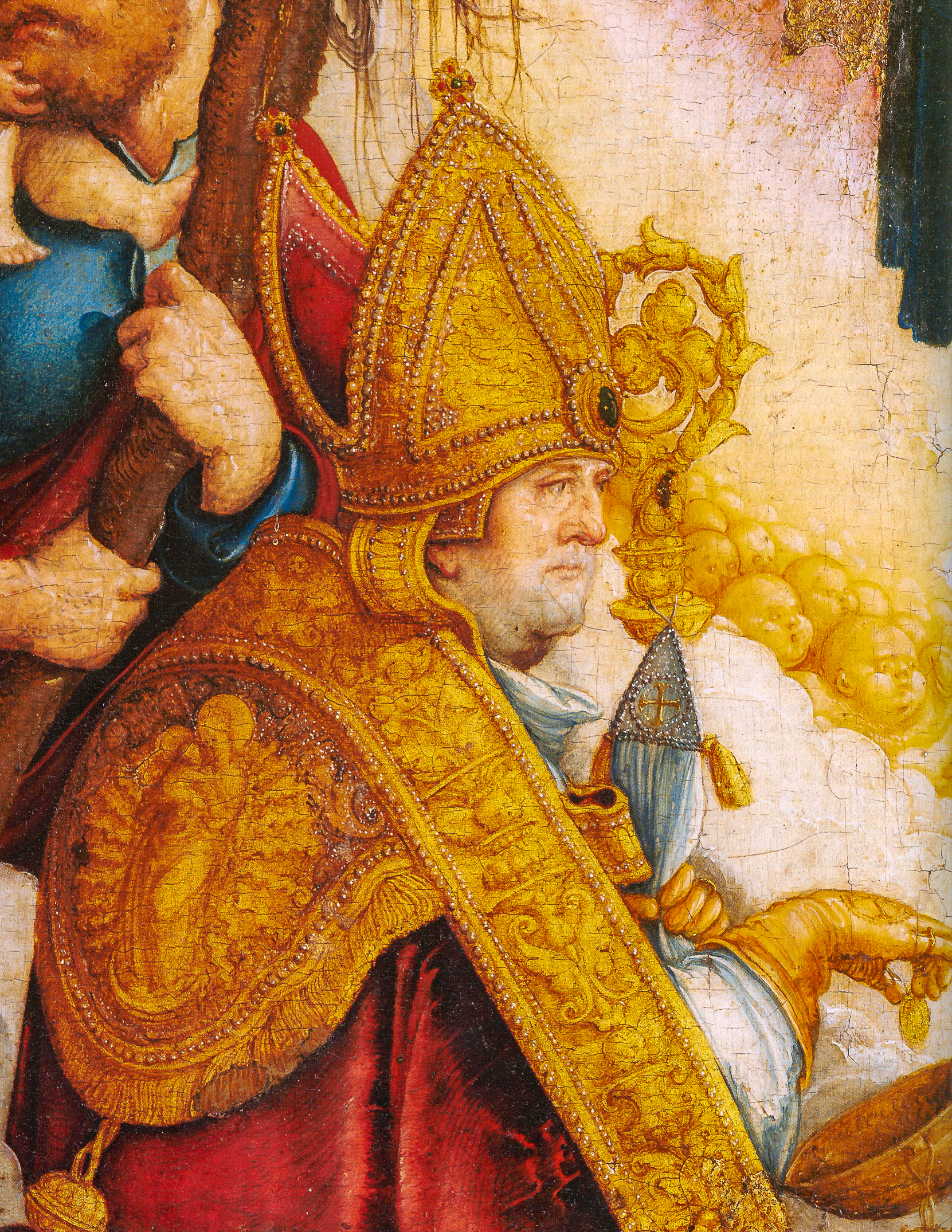
Detail der Mitteltafel: Der heilige Martin

In Vorbereitung auf die Große Landesausstellung Der Meister von Meßkirch – Katholische Pracht in der Reformationszeit vom 8. Dezember 2017 bis 2. April 2018 in der Staatsgalerie Stuttgart wurden die im Besitz der Staatsgalerie befindlichen Tafelgemälde des Meisters von Meßkirch kunsttechnologisch untersucht. Für den Wildensteiner Altar ergab sich Folgendes:

### Bildträger
Tanne war das bevorzugte Trägermaterial mit einer Brettstärke von 0,5 bis 0,8 cm, im Flader-, auch Tangentialschnitt genannt, mit vorwiegend liegenden Jahresringen. Es sind meist astreiche Bretter geringer Qualität. Solche Bretter wurden um 1500 von Schreinern geliefert, die die Bretter oft mit tierischen Sehnen optimierten – eine aus der Waffenherstellung stammende Technik.

### Kaschierung und Grundierung
Es erfolgte anschließend eine Vorleimung. An den Stiftertafeln und an der Mitteltafel konnte eine ganzflächige Kaschierung mit leimgetränktem Hanfgewebe festgestellt werden. Daran schloss sich eine Grundierung aus Kreide an, die je nach Kaschierungsgrad unterschiedlich dicht ist. Die vollflächig kaschierte Stifterseite wurde zum Beispiel mit vier Grundierungsaufträgen doppelt so dick grundiert wie die unkaschierte Rückseite. Ein Grundiergrat an allen vier Seiten weist darauf hin, dass die Tafeln in einem Nutleistenrahmen grundiert und bemalt wurden.

### Unterzeichnungen und Ritzzeichnungen
Werke des Meisters von Meßkirch zeichnen sich durch detailreiche Unterzeichnungen und feinteilige Ritzzeichnungen aus. Obwohl keine Vorzeichnungen von ihm erhalten sind, ist anzunehmen, dass solche als Grundlagen für die späteren Ausführungen dienten, denn die Unterzeichnungen weisen kaum Konzeptänderungen auf und die zusätzlichen Gewebekaschierungen, die für die Polimentvergoldungen notwendig sind, setzen voraus, dass die Bildkomposition bereits bis in die Proportionen feststand. Die Architekturelemente auf den Stiftertafeln wurden mittels einer Lochpause aufgebracht, das heißt, das Pauspapier wurde durchlöchert und das Pausmaterial (schwarze Pigmentansammlungen, Kohle?) wurde durch die Löcher auf den Bildträger aufgetragen. Rückstände von Pauspunkten konnten durch Infrarotreflektografie nachgewiesen werden. Cennino Cennini hatte bereits um 1400 beschrieben, wie solche Vorzeichnungen entfernt und mit einem flüssigen Medium nachgezeichnet werden sollten. Bei den hiesigen Tafeln konnte Eisengallustinte nachgewiesen werden. Unter einigen hellen Farbschichten sind sie durch Bleiweißverseifungen mit bloßem Auge zu erkennen. Als Zeichengerät wurde eine Rohrfeder verwendet. Sie war wegen der hohen Variationsmöglichkeit der Strichbreiten auch für die Engelsgesichter auf der Mitteltafel geeignet. Zur Fixierung der Unterzeichnungen und als Grundlage für die Malerei wurde anschließend eine ölhaltige Zwischenschicht aufgetragen.
Die Konturen der Unterzeichnungen und die Binnenzeichnungen der zu vergoldenden Flächen wurden mit einer Reißnadel nachgeritzt. Bei den Nimben finden sich Stechzirkelschläge, das heißt, die Vergoldung wurde über die so geschaffene Struktur gelegt.

### Metallauflagen

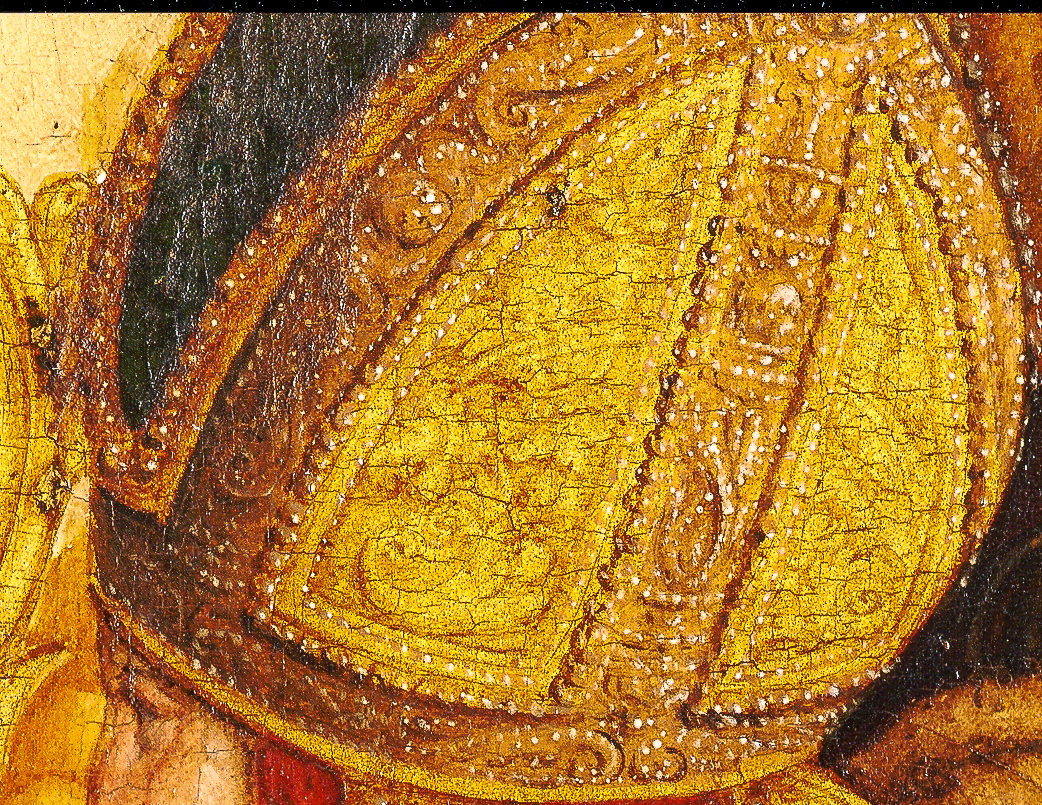
Detail der Mitra des heiligen Erasmus aus der Mitteltafel

Metallauflagen treten sowohl in glänzender als auch in matter Anlegetechnik auf. Größere Flächen sind glanzvergoldet, kleinere Gegenstände, Architekturelemente und Strahlennimben mattvergoldet. Die Anlegetechnik ist abhängig von den materialtechnischen Gegebenheiten der Bindemittelsysteme, folgt aber auch einer künstlerischen Intention, wenn matte und glänzende Goldflächen gegeneinander gesetzt werden und durch darunterliegende Farbigkeiten unterschiedliche Goldtöne erzielt werden.
Zunächst erfolgte die Glanzvergoldung. Als Grundierung wurde roter Ocker als Bolus verwendet. Als Bindemittel diente wohl Eiklar. Bei der Mattvergoldung konnten drei unterschiedlich pigmentierte Anlegemittel mit einem ölhaltigen Bindemittel identifiziert werden. Als subtile Lichthöhung auf Gewandfalten wurde zusätzlich Pudergold verwendet.
Die Blattmetalle wurden zusätzlich durch Gravuren und Farbaufträge verziert. So wurden die Kreisnimben in der Grundierung mit Stechzirkeln angelegt und anschließend mit dem Gravierhaken nachgearbeitet. Die Mattvergoldungen (außer bei den Nimben) wurden nach der Vergoldung noch mit einer brauntransparenten Lasurmalerei verziert. Hier ging der Meister von Meßkirch mit der Farblasur sehr malerisch um und nutzte lokal zusätzlich Weißhöhungen und lasierende Farben zur Akzentuierung. Die meisterhafte Anwendung dieser Technik ist ein herausragendes Charakteristikum dieses Künstlers.

### Maltechnik

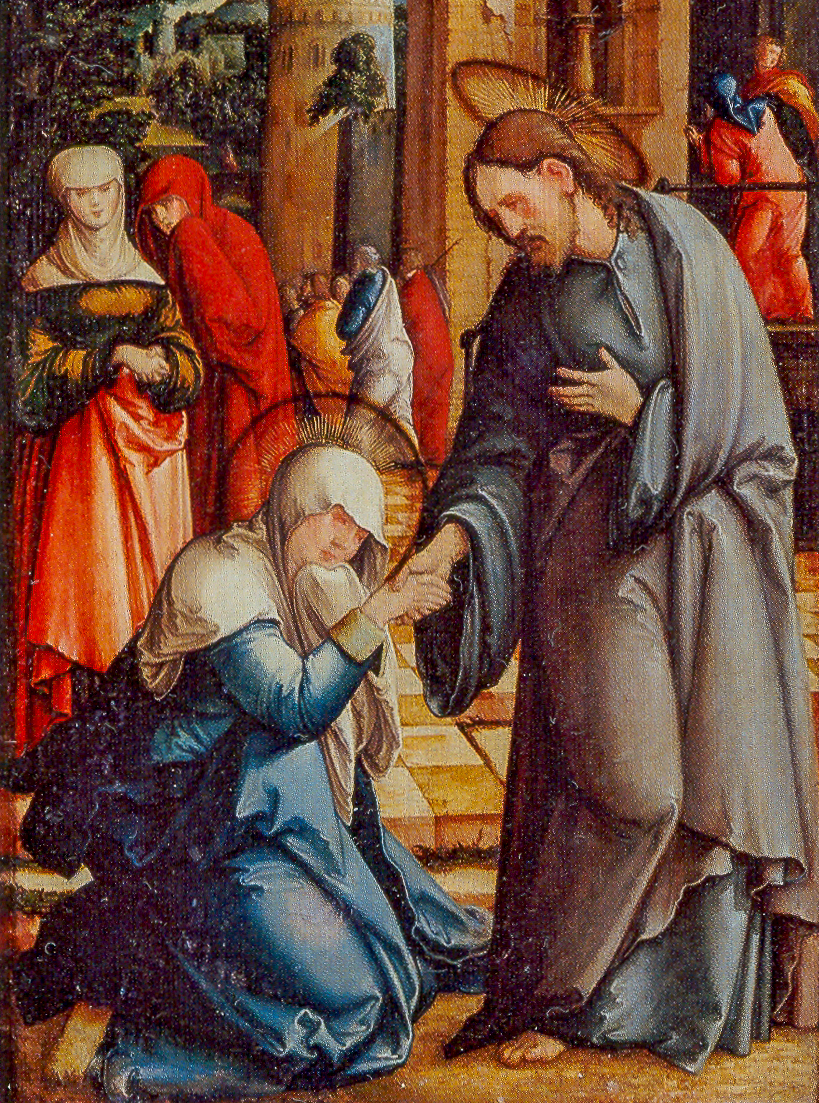
Detail aus dem linken Standflügel: Jesu Abschied von seiner Mutter

Der Meister von Meßkirch malte in einer Dreitontechnik. Erst wurde der Mittelton angelegt, anschließend folgten die Dunkelheiten, zuletzt kam die Helligkeit. Die Malfarbe wurde in dünnen, opaken und lasierenden Schichten aufgetragen. Dabei folgte er exakt den Unterzeichnungen, sodass es keine Überschneidungen der Farbbereiche gibt. Der Vergleich verschiedener Tafeln – auch mit solchen der Altarretabel aus Sankt Martin – zeigt, dass sich Aufbau und Material gleicher Farbflächen exakt entsprechen. Anhand dessen lässt sich seine eindeutige Handschrift nachweisen. Der besondere Schichtauftrag und die Farbnuancierungen, insbesondere die Verwendung unterschiedlich farbiger, transparenter Konturen, die auf oder unter der Malerei liegen können und der Abdunklung dienen, ergeben aber auch ein ihm eigenes lasierendes Kolorit und Tiefenlicht. Auf die Verwendung von Schwarzpigmenten konnte er dadurch verzichten.
Die Farbmittel sind von hoher Qualität und charakteristisch für die Zeit.
- Bleiweiß, sowohl rein als auch in Ausmischung mit Kreide, diente als Weißpigment.
- Bleizinngelb Typ I wurde zumeist für helle, gelbe, opake Schichten verwendet.
- Halbtransparente und goldgelbe Flächen enthalten vermutlich Ocker.
- Grüne Farbbereiche unterscheiden sich nach Gewändern und Vegetation.
  - Gewänder wurden mit Bleizinngelb Typ I untermalt, darüber kamen Grünspanlasuren in unterschiedlichen Schichten, in Abhängigkeit vom Schattierungsgrad. Die tiefsten Schatten wurden noch mit einem roten Farblack konturiert.
  - Die Vegetation wurde flächig mit Berggrün als Pigment angelegt. Strukturierungen wie Blätter, Äste und Grashöhungen erfolgten mit hellen Pigmenten wie Bleiweiß und Bleizinngelb.
- An roten Farbmitteln konnten Mennige, Zinnober, Eisenoxidrot und zwei Farblacke, darunter Scherwolllack, nachgewiesen werden.
  - Für die Gewänder wurden vornehmlich die Farblacke eingesetzt, was den Eindruck von Samt und Seide vermittelt. Schattierungen wurden durch den unterschiedlich hohen Auftrag der Schichten erzielt. Bleiweiß wurde beigemischt, um Helligkeiten zu erzeugen. Kragen, Mantelsäume und Höhungen wurden teilweise mit Mennige oder Zinnober abgesetzt. Mischungen aus Zinnober, Farblack und Eisenoxid mit reinem Öl als Bindemittel wurden verwendet, um deckende Rottöne zu erzielen.
- Blautöne wurden mit Azurit erzeugt. Unterschiedliche Helligkeiten wurden hierbei durch die Wahl der Körnigkeit erzielt. Wegen Bindemittelveränderungen ist ein Teil der Blautöne heute nur noch als Schwarz wahrnehmbar. Die Mitteltöne wurden aufgetupft, Helligkeiten streifig aufgetragen und in den Schattenpartien die Farben fein verrieben. Für die Gewänder gibt es zwei zu unterscheidende Blautöne:
  - einen grauvioletten Blauton, wie zum Beispiel für das Gewand des Jesus oder die Kopfbedeckung des Rochus. Der Mittelton wurde hier mit einem Rot- und einem Weißpigment ausgemischt. Schatten wurden mit einer Braunlasur abschattiert und zusätzlich mit einer brauntransparenten Kontur umrandet.
  - Im Gewand der Madonna oder des Petrus ist es ein leuchtendes Blau. Der Mittelton wurde mit Weiß ausgemischt, der dunklere Ton fast ausschließlich durch eine Erhöhung der Malschichten mit Blau erzielt. In den größten Tiefen liegt unterhalb des Blau noch eine rottransparente Lasur.
- Für die Brauntöne verwendete der Meister von Meßkirch ein Braunpigment, dessen Zusammensetzung noch nicht ermittelt werden konnte.

Pentimenti, Veränderungen während des Malprozesses, sind auf dem Wildensteiner Altar nicht nachzuweisen.